# Lista de asteroides (319001-320000)
Esta é uma lista parcial de asteroides, do asteroide número 319001 até o 320000, inclusive. Veja também o índice com todas as listas disponíveis.

| Objeto Próximos à Terra | Cinturão de asteroides (interno) | Cinturão de asteroides (externo) | Centauro       |
| Cruzador de Marte       | Cinturão de asteroides (meio)    | Troianos de Júpiter              | Transnetuniano |

Veja mais dados de cada asteroide na ligação externa para o Minor Planet Center na última coluna.
Índice: 319001... 319101... 319201... 319301... 319401... 319501... 319601... 319701... 319801... 319901... 

## 319001–319100
| Designação | Designação | Descoberta  | Descoberta   | Descobridor(es)     | Categoria | Mais informações / Referência |
| Permanente | Provisória | Data        | Local        | Descobridor(es)     | Categoria | Mais informações / Referência |
| ---------- | ---------- | ----------- | ------------ | ------------------- | --------- | ----------------------------- |
| 319001     | 2005 UG431 | 24 out 2005 | Kitt Peak    | Spacewatch          | —         | MPC                           |
| 319002     | 2005 UR434 | 29 out 2005 | Mount Lemmon | Mount Lemmon Survey | —         | MPC                           |
| 319003     | 2005 UE448 | 30 out 2005 | Socorro      | LINEAR              | —         | MPC                           |
| 319004     | 2005 UB476 | 23 out 2005 | Palomar      | NEAT                | —         | MPC                           |
| 319005     | 2005 UY477 | 27 out 2005 | Kitt Peak    | Spacewatch          | —         | MPC                           |
| 319006     | 2005 UT478 | 27 out 2005 | Mount Lemmon | Mount Lemmon Survey | —         | MPC                           |
| 319007     | 2005 UN479 | 30 out 2005 | Catalina     | CSS                 | Juno      | MPC                           |
| 319008     | 2005 UR482 | 22 out 2005 | Catalina     | CSS                 | —         | MPC                           |
| 319009     | 2005 UP488 | 10 out 2005 | Moletai      | Molėtai Obs.        | —         | MPC                           |
| 319010     | 2005 UX488 | 23 out 2005 | Catalina     | CSS                 | —         | MPC                           |
| 319011     | 2005 UE492 | 24 out 2005 | Palomar      | NEAT                | —         | MPC                           |
| 319012     | 2005 UM497 | 27 out 2005 | Socorro      | LINEAR              | —         | MPC                           |
| 319013     | 2005 UR497 | 27 out 2005 | Socorro      | LINEAR              | —         | MPC                           |
| 319014     | 2005 UF500 | 27 out 2005 | Palomar      | NEAT                | —         | MPC                           |
| 319015     | 2005 UE502 | 23 out 2005 | Catalina     | CSS                 | —         | MPC                           |
| 319016     | 2005 UK509 | 29 out 2005 | Catalina     | CSS                 | —         | MPC                           |
| 319017     | 2005 UU511 | 28 out 2005 | Mount Lemmon | Mount Lemmon Survey | —         | MPC                           |
| 319018     | 2005 UC512 | 28 out 2005 | Mount Lemmon | Mount Lemmon Survey | —         | MPC                           |
| 319019     | 2005 UT521 | 26 out 2005 | Apache Point | A. C. Becker        | Eos       | MPC                           |
| 319020     | 2005 UN530 | 27 out 2005 | Kitt Peak    | Spacewatch          | —         | MPC                           |
| 319021     | 2005 VA1   | 3 nov 2005  | Socorro      | LINEAR              | Juno      | MPC                           |
| 319022     | 2005 VA5   | 5 nov 2005  | Kitt Peak    | Spacewatch          | —         | MPC                           |
| 319023     | 2005 VF5   | 8 nov 2005  | Piszkéstető  | K. Sárneczky        | —         | MPC                           |
| 319024     | 2005 VZ5   | 11 nov 2005 | Socorro      | LINEAR              | Juno      | MPC                           |
| 319025     | 2005 VS14  | 3 nov 2005  | Mount Lemmon | Mount Lemmon Survey | —         | MPC                           |
| 319026     | 2005 VM18  | 1 nov 2005  | Kitt Peak    | Spacewatch          | —         | MPC                           |
| 319027     | 2005 VQ18  | 1 nov 2005  | Kitt Peak    | Spacewatch          | —         | MPC                           |
| 319028     | 2005 VL19  | 1 nov 2005  | Kitt Peak    | Spacewatch          | Eos       | MPC                           |
| 319029     | 2005 VL25  | 2 nov 2005  | Socorro      | LINEAR              | Maria     | MPC                           |
| 319030     | 2005 VF26  | 11 out 2005 | Kitt Peak    | Spacewatch          | —         | MPC                           |
| 319031     | 2005 VV39  | 4 nov 2005  | Catalina     | CSS                 | —         | MPC                           |
| 319032     | 2005 VQ40  | 4 nov 2005  | Mount Lemmon | Mount Lemmon Survey | —         | MPC                           |
| 319033     | 2005 VD44  | 3 nov 2005  | Mount Lemmon | Mount Lemmon Survey | —         | MPC                           |
| 319034     | 2005 VZ49  | 2 nov 2005  | Mount Lemmon | Mount Lemmon Survey | —         | MPC                           |
| 319035     | 2005 VB52  | 3 nov 2005  | Catalina     | CSS                 | —         | MPC                           |
| 319036     | 2005 VN60  | 5 nov 2005  | Catalina     | CSS                 | —         | MPC                           |
| 319037     | 2005 VP66  | 1 nov 2005  | Mount Lemmon | Mount Lemmon Survey | —         | MPC                           |
| 319038     | 2005 VD69  | 1 nov 2005  | Mount Lemmon | Mount Lemmon Survey | —         | MPC                           |
| 319039     | 2005 VG70  | 1 nov 2005  | Mount Lemmon | Mount Lemmon Survey | —         | MPC                           |
| 319040     | 2005 VH71  | 1 nov 2005  | Mount Lemmon | Mount Lemmon Survey | —         | MPC                           |
| 319041     | 2005 VY71  | 1 nov 2005  | Mount Lemmon | Mount Lemmon Survey | —         | MPC                           |
| 319042     | 2005 VU75  | 2 nov 2005  | Mount Lemmon | Mount Lemmon Survey | —         | MPC                           |
| 319043     | 2005 VT95  | 6 nov 2005  | Kitt Peak    | Spacewatch          | —         | MPC                           |
| 319044     | 2005 VZ98  | 27 set 1994 | Kitt Peak    | Spacewatch          | —         | MPC                           |
| 319045     | 2005 VF104 | 25 out 2005 | Kitt Peak    | Spacewatch          | Eos       | MPC                           |
| 319046     | 2005 VA109 | 6 nov 2005  | Mount Lemmon | Mount Lemmon Survey | Themis    | MPC                           |
| 319047     | 2005 VQ110 | 6 nov 2005  | Mount Lemmon | Mount Lemmon Survey | —         | MPC                           |
| 319048     | 2005 VH114 | 10 nov 2005 | Mount Lemmon | Mount Lemmon Survey | —         | MPC                           |
| 319049     | 2005 VS123 | 2 nov 2005  | Mount Lemmon | Mount Lemmon Survey | —         | MPC                           |
| 319050     | 2005 VM126 | 1 nov 2005  | Apache Point | A. C. Becker        | —         | MPC                           |
| 319051     | 2005 VO130 | 1 nov 2005  | Apache Point | A. C. Becker        | —         | MPC                           |
| 319052     | 2005 VT130 | 8 out 2005  | Kitt Peak    | Spacewatch          | —         | MPC                           |
| 319053     | 2005 VB134 | 1 nov 2005  | Apache Point | A. C. Becker        | —         | MPC                           |
| 319054     | 2005 WT7   | 21 nov 2005 | Palomar      | NEAT                | —         | MPC                           |
| 319055     | 2005 WZ7   | 27 out 2005 | Mount Lemmon | Mount Lemmon Survey | Brangane  | MPC                           |
| 319056     | 2005 WV11  | 22 nov 2005 | Kitt Peak    | Spacewatch          | —         | MPC                           |
| 319057     | 2005 WT13  | 1 out 2005  | Mount Lemmon | Mount Lemmon Survey | —         | MPC                           |
| 319058     | 2005 WE16  | 22 nov 2005 | Kitt Peak    | Spacewatch          | Brangane  | MPC                           |
| 319059     | 2005 WF16  | 22 nov 2005 | Kitt Peak    | Spacewatch          | —         | MPC                           |
| 319060     | 2005 WZ17  | 22 nov 2005 | Kitt Peak    | Spacewatch          | —         | MPC                           |
| 319061     | 2005 WV20  | 21 nov 2005 | Kitt Peak    | Spacewatch          | —         | MPC                           |
| 319062     | 2005 WZ24  | 21 nov 2005 | Kitt Peak    | Spacewatch          | —         | MPC                           |
| 319063     | 2005 WT26  | 27 out 2005 | Mount Lemmon | Mount Lemmon Survey | —         | MPC                           |
| 319064     | 2005 WL27  | 21 nov 2005 | Kitt Peak    | Spacewatch          | —         | MPC                           |
| 319065     | 2005 WE28  | 21 nov 2005 | Kitt Peak    | Spacewatch          | —         | MPC                           |
| 319066     | 2005 WC29  | 21 nov 2005 | Kitt Peak    | Spacewatch          | Brangane  | MPC                           |
| 319067     | 2005 WJ34  | 21 nov 2005 | Catalina     | CSS                 | —         | MPC                           |
| 319068     | 2005 WP37  | 22 nov 2005 | Kitt Peak    | Spacewatch          | —         | MPC                           |
| 319069     | 2005 WA39  | 9 nov 2005  | Kitt Peak    | Spacewatch          | Brangane  | MPC                           |
| 319070     | 2005 WO43  | 21 nov 2005 | Kitt Peak    | Spacewatch          | Maria     | MPC                           |
| 319071     | 2005 WT54  | 25 nov 2005 | Marly        | P. Kocher           | —         | MPC                           |
| 319072     | 2005 WY56  | 29 nov 2005 | Junk Bond    | D. Healy            | —         | MPC                           |
| 319073     | 2005 WC57  | 28 nov 2005 | Palomar      | NEAT                | Juno      | MPC                           |
| 319074     | 2005 WD81  | 26 nov 2005 | Mount Lemmon | Mount Lemmon Survey | Brangane  | MPC                           |
| 319075     | 2005 WE87  | 28 nov 2005 | Mount Lemmon | Mount Lemmon Survey | —         | MPC                           |
| 319076     | 2005 WR87  | 28 nov 2005 | Mount Lemmon | Mount Lemmon Survey | —         | MPC                           |
| 319077     | 2005 WQ89  | 26 nov 2005 | Kitt Peak    | Spacewatch          | —         | MPC                           |
| 319078     | 2005 WM93  | 25 nov 2005 | Mount Lemmon | Mount Lemmon Survey | —         | MPC                           |
| 319079     | 2005 WD94  | 26 nov 2005 | Kitt Peak    | Spacewatch          | —         | MPC                           |
| 319080     | 2005 WF98  | 28 nov 2005 | Kitt Peak    | Spacewatch          | —         | MPC                           |
| 319081     | 2005 WA113 | 25 nov 2005 | Catalina     | CSS                 | —         | MPC                           |
| 319082     | 2005 WJ113 | 25 nov 2005 | Catalina     | CSS                 | —         | MPC                           |
| 319083     | 2005 WH115 | 29 nov 2005 | Mount Lemmon | Mount Lemmon Survey | —         | MPC                           |
| 319084     | 2005 WZ118 | 24 out 2005 | Kitt Peak    | Spacewatch          | Brangane  | MPC                           |
| 319085     | 2005 WD127 | 1 nov 2005  | Kitt Peak    | Spacewatch          | —         | MPC                           |
| 319086     | 2005 WL127 | 25 nov 2005 | Mount Lemmon | Mount Lemmon Survey | —         | MPC                           |
| 319087     | 2005 WN127 | 25 nov 2005 | Mount Lemmon | Mount Lemmon Survey | Themis    | MPC                           |
| 319088     | 2005 WS135 | 26 nov 2005 | Kitt Peak    | Spacewatch          | —         | MPC                           |
| 319089     | 2005 WA140 | 26 nov 2005 | Mount Lemmon | Mount Lemmon Survey | —         | MPC                           |
| 319090     | 2005 WQ140 | 26 nov 2005 | Mount Lemmon | Mount Lemmon Survey | —         | MPC                           |
| 319091     | 2005 WR146 | 25 nov 2005 | Kitt Peak    | Spacewatch          | —         | MPC                           |
| 319092     | 2005 WE147 | 25 nov 2005 | Kitt Peak    | Spacewatch          | —         | MPC                           |
| 319093     | 2005 WH148 | 26 nov 2005 | Catalina     | CSS                 | —         | MPC                           |
| 319094     | 2005 WU149 | 28 nov 2005 | Kitt Peak    | Spacewatch          | —         | MPC                           |
| 319095     | 2005 WG150 | 28 nov 2005 | Kitt Peak    | Spacewatch          | —         | MPC                           |
| 319096     | 2005 WD157 | 22 nov 2005 | Kitt Peak    | Spacewatch          | —         | MPC                           |
| 319097     | 2005 WK160 | 28 nov 2005 | Kitt Peak    | Spacewatch          | Ursula    | MPC                           |
| 319098     | 2005 WS164 | 29 nov 2005 | Mount Lemmon | Mount Lemmon Survey | —         | MPC                           |
| 319099     | 2005 WZ165 | 22 nov 2005 | Kitt Peak    | Spacewatch          | —         | MPC                           |
| 319100     | 2005 WN166 | 29 nov 2005 | Mount Lemmon | Mount Lemmon Survey | —         | MPC                           |

## 319101–319200
| Designação | Designação | Descoberta  | Descoberta    | Descobridor(es)     | Categoria | Mais informações / Referência |
| Permanente | Provisória | Data        | Local         | Descobridor(es)     | Categoria | Mais informações / Referência |
| ---------- | ---------- | ----------- | ------------- | ------------------- | --------- | ----------------------------- |
| 319101     | 2005 WZ171 | 30 nov 2005 | Mount Lemmon  | Mount Lemmon Survey | —         | MPC                           |
| 319102     | 2005 WP173 | 30 nov 2005 | Socorro       | LINEAR              | —         | MPC                           |
| 319103     | 2005 WE183 | 28 nov 2005 | Socorro       | LINEAR              | —         | MPC                           |
| 319104     | 2005 WJ191 | 22 nov 2005 | Catalina      | CSS                 | —         | MPC                           |
| 319105     | 2005 WG197 | 30 nov 2005 | Anderson Mesa | LONEOS              | —         | MPC                           |
| 319106     | 2005 WK201 | 28 nov 2005 | Catalina      | CSS                 | —         | MPC                           |
| 319107     | 2005 WV202 | 30 nov 2005 | Kitt Peak     | Spacewatch          | —         | MPC                           |
| 319108     | 2005 WE211 | 25 nov 2005 | Mount Lemmon  | Mount Lemmon Survey | —         | MPC                           |
| 319109     | 2005 XG    | 1 dez 2005  | Junk Bond     | D. Healy            | —         | MPC                           |
| 319110     | 2005 XW13  | 1 dez 2005  | Kitt Peak     | Spacewatch          | —         | MPC                           |
| 319111     | 2005 XU14  | 1 dez 2005  | Kitt Peak     | Spacewatch          | —         | MPC                           |
| 319112     | 2005 XA15  | 1 dez 2005  | Kitt Peak     | Spacewatch          | —         | MPC                           |
| 319113     | 2005 XY18  | 1 dez 2005  | Kitt Peak     | Spacewatch          | —         | MPC                           |
| 319114     | 2005 XC27  | 4 dez 2005  | Kitt Peak     | Spacewatch          | —         | MPC                           |
| 319115     | 2005 XW33  | 4 dez 2005  | Kitt Peak     | Spacewatch          | —         | MPC                           |
| 319116     | 2005 XF63  | 5 dez 2005  | Mount Lemmon  | Mount Lemmon Survey | —         | MPC                           |
| 319117     | 2005 XU63  | 6 dez 2005  | Socorro       | LINEAR              | —         | MPC                           |
| 319118     | 2005 XH65  | 7 dez 2005  | Socorro       | LINEAR              | Chimaera  | MPC                           |
| 319119     | 2005 XP65  | 3 dez 2005  | Kitt Peak     | Spacewatch          | —         | MPC                           |
| 319120     | 2005 XV73  | 6 dez 2005  | Kitt Peak     | Spacewatch          | Brangane  | MPC                           |
| 319121     | 2005 XD76  | 7 dez 2005  | Kitt Peak     | Spacewatch          | —         | MPC                           |
| 319122     | 2005 XL76  | 7 dez 2005  | Catalina      | CSS                 | —         | MPC                           |
| 319123     | 2005 XR77  | 9 dez 2005  | Socorro       | LINEAR              | —         | MPC                           |
| 319124     | 2005 XR80  | 10 dez 2005 | Catalina      | CSS                 | —         | MPC                           |
| 319125     | 2005 XR83  | 5 dez 2005  | Socorro       | LINEAR              | —         | MPC                           |
| 319126     | 2005 XP90  | 8 dez 2005  | Kitt Peak     | Spacewatch          | —         | MPC                           |
| 319127     | 2005 XQ105 | 1 dez 2005  | Kitt Peak     | M. W. Buie          | —         | MPC                           |
| 319128     | 2005 XR116 | 5 dez 2005  | Kitt Peak     | Spacewatch          | —         | MPC                           |
| 319129     | 2005 YC2   | 6 nov 2005  | Mount Lemmon  | Mount Lemmon Survey | —         | MPC                           |
| 319130     | 2005 YZ2   | 21 dez 2005 | Catalina      | CSS                 | —         | MPC                           |
| 319131     | 2005 YN6   | 21 dez 2005 | Catalina      | CSS                 | —         | MPC                           |
| 319132     | 2005 YY7   | 22 dez 2005 | Kitt Peak     | Spacewatch          | —         | MPC                           |
| 319133     | 2005 YK8   | 22 dez 2005 | Kitt Peak     | Spacewatch          | —         | MPC                           |
| 319134     | 2005 YV8   | 20 dez 2005 | Wrightwood    | J. W. Young         | —         | MPC                           |
| 319135     | 2005 YB11  | 21 dez 2005 | Kitt Peak     | Spacewatch          | —         | MPC                           |
| 319136     | 2005 YJ11  | 8 dez 2005  | Kitt Peak     | Spacewatch          | —         | MPC                           |
| 319137     | 2005 YM13  | 22 dez 2005 | Kitt Peak     | Spacewatch          | —         | MPC                           |
| 319138     | 2005 YR14  | 22 dez 2005 | Kitt Peak     | Spacewatch          | Ursula    | MPC                           |
| 319139     | 2005 YP15  | 22 dez 2005 | Kitt Peak     | Spacewatch          | —         | MPC                           |
| 319140     | 2005 YX18  | 23 dez 2005 | Kitt Peak     | Spacewatch          | Themis    | MPC                           |
| 319141     | 2005 YJ21  | 24 dez 2005 | Kitt Peak     | Spacewatch          | —         | MPC                           |
| 319142     | 2005 YG23  | 24 dez 2005 | Kitt Peak     | Spacewatch          | —         | MPC                           |
| 319143     | 2005 YT23  | 24 dez 2005 | Kitt Peak     | Spacewatch          | —         | MPC                           |
| 319144     | 2005 YJ24  | 24 dez 2005 | Kitt Peak     | Spacewatch          | —         | MPC                           |
| 319145     | 2005 YZ26  | 22 dez 2005 | Kitt Peak     | Spacewatch          | —         | MPC                           |
| 319146     | 2005 YA28  | 22 dez 2005 | Kitt Peak     | Spacewatch          | —         | MPC                           |
| 319147     | 2005 YU28  | 22 dez 2005 | Kitt Peak     | Spacewatch          | —         | MPC                           |
| 319148     | 2005 YL30  | 21 dez 2005 | Kitt Peak     | Spacewatch          | Brangane  | MPC                           |
| 319149     | 2005 YU39  | 22 dez 2005 | Kitt Peak     | Spacewatch          | —         | MPC                           |
| 319150     | 2005 YF53  | 22 dez 2005 | Kitt Peak     | Spacewatch          | —         | MPC                           |
| 319151     | 2005 YM56  | 22 dez 2005 | Kitt Peak     | Spacewatch          | —         | MPC                           |
| 319152     | 2005 YX56  | 24 dez 2005 | Kitt Peak     | Spacewatch          | —         | MPC                           |
| 319153     | 2005 YP61  | 24 dez 2005 | Kitt Peak     | Spacewatch          | —         | MPC                           |
| 319154     | 2005 YK65  | 25 dez 2005 | Kitt Peak     | Spacewatch          | —         | MPC                           |
| 319155     | 2005 YN66  | 27 out 2005 | Mount Lemmon  | Mount Lemmon Survey | —         | MPC                           |
| 319156     | 2005 YK67  | 26 dez 2005 | Kitt Peak     | Spacewatch          | —         | MPC                           |
| 319157     | 2005 YG69  | 26 dez 2005 | Kitt Peak     | Spacewatch          | —         | MPC                           |
| 319158     | 2005 YJ75  | 24 dez 2005 | Kitt Peak     | Spacewatch          | —         | MPC                           |
| 319159     | 2005 YT75  | 24 dez 2005 | Kitt Peak     | Spacewatch          | —         | MPC                           |
| 319160     | 2005 YV77  | 24 dez 2005 | Kitt Peak     | Spacewatch          | —         | MPC                           |
| 319161     | 2005 YB80  | 24 dez 2005 | Kitt Peak     | Spacewatch          | —         | MPC                           |
| 319162     | 2005 YX82  | 24 dez 2005 | Kitt Peak     | Spacewatch          | —         | MPC                           |
| 319163     | 2005 YQ83  | 24 dez 2005 | Kitt Peak     | Spacewatch          | Ursula    | MPC                           |
| 319164     | 2005 YB84  | 24 dez 2005 | Kitt Peak     | Spacewatch          | —         | MPC                           |
| 319165     | 2005 YJ85  | 26 nov 2005 | Mount Lemmon  | Mount Lemmon Survey | —         | MPC                           |
| 319166     | 2005 YJ88  | 25 dez 2005 | Mount Lemmon  | Mount Lemmon Survey | —         | MPC                           |
| 319167     | 2005 YU92  | 27 dez 2005 | Mount Lemmon  | Mount Lemmon Survey | Eunomia   | MPC                           |
| 319168     | 2005 YY99  | 28 dez 2005 | Kitt Peak     | Spacewatch          | —         | MPC                           |
| 319169     | 2005 YR108 | 25 dez 2005 | Kitt Peak     | Spacewatch          | —         | MPC                           |
| 319170     | 2005 YW108 | 25 dez 2005 | Kitt Peak     | Spacewatch          | —         | MPC                           |
| 319171     | 2005 YS110 | 25 dez 2005 | Kitt Peak     | Spacewatch          | —         | MPC                           |
| 319172     | 2005 YR111 | 25 dez 2005 | Kitt Peak     | Spacewatch          | Ursula    | MPC                           |
| 319173     | 2005 YS111 | 25 dez 2005 | Kitt Peak     | Spacewatch          | —         | MPC                           |
| 319174     | 2005 YQ114 | 25 dez 2005 | Kitt Peak     | Spacewatch          | —         | MPC                           |
| 319175     | 2005 YE115 | 25 dez 2005 | Kitt Peak     | Spacewatch          | —         | MPC                           |
| 319176     | 2005 YR116 | 25 dez 2005 | Kitt Peak     | Spacewatch          | —         | MPC                           |
| 319177     | 2005 YW117 | 25 dez 2005 | Kitt Peak     | Spacewatch          | —         | MPC                           |
| 319178     | 2005 YU118 | 26 dez 2005 | Mount Lemmon  | Mount Lemmon Survey | —         | MPC                           |
| 319179     | 2005 YH120 | 27 dez 2005 | Mount Lemmon  | Mount Lemmon Survey | —         | MPC                           |
| 319180     | 2005 YU124 | 26 dez 2005 | Kitt Peak     | Spacewatch          | —         | MPC                           |
| 319181     | 2005 YH125 | 26 dez 2005 | Kitt Peak     | Spacewatch          | —         | MPC                           |
| 319182     | 2005 YO129 | 24 dez 2005 | Kitt Peak     | Spacewatch          | —         | MPC                           |
| 319183     | 2005 YD131 | 25 dez 2005 | Mount Lemmon  | Mount Lemmon Survey | —         | MPC                           |
| 319184     | 2005 YY131 | 25 dez 2005 | Mount Lemmon  | Mount Lemmon Survey | —         | MPC                           |
| 319185     | 2005 YZ133 | 26 dez 2005 | Kitt Peak     | Spacewatch          | —         | MPC                           |
| 319186     | 2005 YW138 | 26 dez 2005 | Kitt Peak     | Spacewatch          | —         | MPC                           |
| 319187     | 2005 YL144 | 28 dez 2005 | Mount Lemmon  | Mount Lemmon Survey | —         | MPC                           |
| 319188     | 2005 YS144 | 28 dez 2005 | Mount Lemmon  | Mount Lemmon Survey | Brangane  | MPC                           |
| 319189     | 2005 YZ144 | 28 dez 2005 | Mount Lemmon  | Mount Lemmon Survey | —         | MPC                           |
| 319190     | 2005 YG145 | 29 dez 2005 | Catalina      | CSS                 | —         | MPC                           |
| 319191     | 2005 YE149 | 25 dez 2005 | Kitt Peak     | Spacewatch          | —         | MPC                           |
| 319192     | 2005 YA150 | 25 dez 2005 | Kitt Peak     | Spacewatch          | —         | MPC                           |
| 319193     | 2005 YV154 | 29 dez 2005 | Kitt Peak     | Spacewatch          | Pallas    | MPC                           |
| 319194     | 2005 YR156 | 7 ago 2004  | Palomar       | NEAT                | —         | MPC                           |
| 319195     | 2005 YW160 | 27 dez 2005 | Kitt Peak     | Spacewatch          | —         | MPC                           |
| 319196     | 2005 YU164 | 29 dez 2005 | Catalina      | CSS                 | —         | MPC                           |
| 319197     | 2005 YF165 | 21 nov 2005 | Kitt Peak     | Spacewatch          | —         | MPC                           |
| 319198     | 2005 YM167 | 27 dez 2005 | Kitt Peak     | Spacewatch          | —         | MPC                           |
| 319199     | 2005 YY171 | 22 dez 2005 | Catalina      | CSS                 | —         | MPC                           |
| 319200     | 2005 YU175 | 22 dez 2005 | Kitt Peak     | Spacewatch          | —         | MPC                           |

## 319201–319300
| Designação      | Designação | Descoberta  | Descoberta    | Descobridor(es)     | Categoria | Mais informações / Referência |
| Permanente      | Provisória | Data        | Local         | Descobridor(es)     | Categoria | Mais informações / Referência |
| --------------- | ---------- | ----------- | ------------- | ------------------- | --------- | ----------------------------- |
| 319201          | 2005 YK181 | 24 dez 2005 | Catalina      | CSS                 | —         | MPC                           |
| 319202          | 2005 YM186 | 10 nov 2005 | Kitt Peak     | Spacewatch          | —         | MPC                           |
| 319203          | 2005 YC191 | 30 dez 2005 | Kitt Peak     | Spacewatch          | Ursula    | MPC                           |
| 319204          | 2005 YH191 | 30 dez 2005 | Kitt Peak     | Spacewatch          | —         | MPC                           |
| 319205          | 2005 YU194 | 31 dez 2005 | Kitt Peak     | Spacewatch          | —         | MPC                           |
| 319206          | 2005 YH198 | 25 dez 2005 | Mount Lemmon  | Mount Lemmon Survey | —         | MPC                           |
| 319207          | 2005 YR198 | 25 dez 2005 | Kitt Peak     | Spacewatch          | —         | MPC                           |
| 319208          | 2005 YY201 | 24 dez 2005 | Kitt Peak     | Spacewatch          | —         | MPC                           |
| 319209          | 2005 YK205 | 26 dez 2005 | Mount Lemmon  | Mount Lemmon Survey | —         | MPC                           |
| 319210          | 2005 YU207 | 30 dez 2005 | Kitt Peak     | Spacewatch          | Brangane  | MPC                           |
| 319211          | 2005 YN211 | 28 dez 2005 | Palomar       | NEAT                | —         | MPC                           |
| 319212          | 2005 YH214 | 30 dez 2005 | Catalina      | CSS                 | —         | MPC                           |
| 319213          | 2005 YA227 | 25 dez 2005 | Mount Lemmon  | Mount Lemmon Survey | —         | MPC                           |
| 319214          | 2005 YF232 | 28 dez 2005 | Kitt Peak     | Spacewatch          | Brangane  | MPC                           |
| 319215          | 2005 YP236 | 28 dez 2005 | Kitt Peak     | Spacewatch          | —         | MPC                           |
| 319216          | 2005 YM239 | 29 dez 2005 | Kitt Peak     | Spacewatch          | —         | MPC                           |
| 319217          | 2005 YX244 | 30 dez 2005 | Kitt Peak     | Spacewatch          | —         | MPC                           |
| 319218          | 2005 YY244 | 30 dez 2005 | Kitt Peak     | Spacewatch          | —         | MPC                           |
| 319219          | 2005 YM261 | 25 dez 2005 | Kitt Peak     | Spacewatch          | —         | MPC                           |
| 319220          | 2005 YF262 | 25 dez 2005 | Kitt Peak     | Spacewatch          | —         | MPC                           |
| 319221          | 2005 YD264 | 25 dez 2005 | Kitt Peak     | Spacewatch          | —         | MPC                           |
| 319222          | 2005 YZ272 | 30 dez 2005 | Kitt Peak     | Spacewatch          | —         | MPC                           |
| 319223          | 2005 YW274 | 30 dez 2005 | Mount Lemmon  | Mount Lemmon Survey | Brangane  | MPC                           |
| 319224          | 2005 YV281 | 26 dez 2005 | Mount Lemmon  | Mount Lemmon Survey | —         | MPC                           |
| 319225          | 2005 YX290 | 28 dez 2005 | Kitt Peak     | Spacewatch          | Maria     | MPC                           |
| 319226          | 2006 AH8   | 7 jan 2006  | Socorro       | LINEAR              | —         | MPC                           |
| 319227 Erichbär | 2006 AJ8   | 9 jan 2006  | Radebeul      | M. Fiedler          | Brangane  | MPC                           |
| 319228          | 2006 AS8   | 2 jan 2006  | Mount Lemmon  | Mount Lemmon Survey | —         | MPC                           |
| 319229          | 2006 AD10  | 4 jan 2006  | Mount Lemmon  | Mount Lemmon Survey | —         | MPC                           |
| 319230          | 2006 AH15  | 5 jan 2006  | Mount Lemmon  | Mount Lemmon Survey | —         | MPC                           |
| 319231          | 2006 AN17  | 5 jan 2006  | Kitt Peak     | Spacewatch          | —         | MPC                           |
| 319232          | 2006 AO23  | 4 jan 2006  | Kitt Peak     | Spacewatch          | —         | MPC                           |
| 319233          | 2006 AV23  | 4 jan 2006  | Mount Lemmon  | Mount Lemmon Survey | —         | MPC                           |
| 319234          | 2006 AT24  | 5 dez 2005  | Mount Lemmon  | Mount Lemmon Survey | Ursula    | MPC                           |
| 319235          | 2006 AE27  | 5 jan 2006  | Mount Lemmon  | Mount Lemmon Survey | —         | MPC                           |
| 319236          | 2006 AM30  | 2 jan 2006  | Socorro       | LINEAR              | —         | MPC                           |
| 319237          | 2006 AO38  | 7 jan 2006  | Mount Lemmon  | Mount Lemmon Survey | —         | MPC                           |
| 319238          | 2006 AV39  | 7 jan 2006  | Mount Lemmon  | Mount Lemmon Survey | Ursula    | MPC                           |
| 319239          | 2006 AY40  | 7 jan 2006  | Kitt Peak     | Spacewatch          | —         | MPC                           |
| 319240          | 2006 AE41  | 7 jan 2006  | Kitt Peak     | Spacewatch          | —         | MPC                           |
| 319241          | 2006 AE42  | 29 nov 2005 | Mount Lemmon  | Mount Lemmon Survey | —         | MPC                           |
| 319242          | 2006 AG45  | 4 jan 2006  | Kitt Peak     | Spacewatch          | —         | MPC                           |
| 319243          | 2006 AL47  | 4 mai 2002  | Palomar       | NEAT                | —         | MPC                           |
| 319244          | 2006 AY48  | 4 jan 2006  | Mount Lemmon  | Mount Lemmon Survey | —         | MPC                           |
| 319245          | 2006 AK50  | 2 dez 2005  | Mount Lemmon  | Mount Lemmon Survey | —         | MPC                           |
| 319246          | 2006 AB51  | 5 jan 2006  | Kitt Peak     | Spacewatch          | —         | MPC                           |
| 319247          | 2006 AX51  | 5 jan 2006  | Kitt Peak     | Spacewatch          | —         | MPC                           |
| 319248          | 2006 AY63  | 7 jan 2006  | Mount Lemmon  | Mount Lemmon Survey | —         | MPC                           |
| 319249          | 2006 AL66  | 9 jan 2006  | Kitt Peak     | Spacewatch          | —         | MPC                           |
| 319250          | 2006 AZ67  | 5 jan 2006  | Mount Lemmon  | Mount Lemmon Survey | —         | MPC                           |
| 319251          | 2006 AM71  | 6 jan 2006  | Kitt Peak     | Spacewatch          | —         | MPC                           |
| 319252          | 2006 AD81  | 4 jan 2006  | Catalina      | CSS                 | —         | MPC                           |
| 319253          | 2006 AM83  | 10 jan 2006 | Catalina      | CSS                 | —         | MPC                           |
| 319254          | 2006 AS83  | 5 jan 2006  | Catalina      | CSS                 | —         | MPC                           |
| 319255          | 2006 AT83  | 5 jan 2006  | Socorro       | LINEAR              | —         | MPC                           |
| 319256          | 2006 AM84  | 6 jan 2006  | Anderson Mesa | LONEOS              | —         | MPC                           |
| 319257          | 2006 AE87  | 2 jan 2006  | Mount Lemmon  | Mount Lemmon Survey | —         | MPC                           |
| 319258          | 2006 AQ92  | 7 jan 2006  | Mount Lemmon  | Mount Lemmon Survey | —         | MPC                           |
| 319259          | 2006 AY100 | 10 jan 2006 | Mount Lemmon  | Mount Lemmon Survey | —         | MPC                           |
| 319260          | 2006 AB102 | 7 jan 2006  | Mount Lemmon  | Mount Lemmon Survey | —         | MPC                           |
| 319261          | 2006 BQ4   | 21 jan 2006 | Kitt Peak     | Spacewatch          | Brangane  | MPC                           |
| 319262          | 2006 BX5   | 22 jan 2006 | Mayhill       | A. Lowe             | —         | MPC                           |
| 319263          | 2006 BY10  | 20 jan 2006 | Kitt Peak     | Spacewatch          | —         | MPC                           |
| 319264          | 2006 BE12  | 21 jan 2006 | Kitt Peak     | Spacewatch          | —         | MPC                           |
| 319265          | 2006 BS21  | 22 jan 2006 | Mount Lemmon  | Mount Lemmon Survey | —         | MPC                           |
| 319266          | 2006 BL22  | 22 jan 2006 | Mount Lemmon  | Mount Lemmon Survey | —         | MPC                           |
| 319267          | 2006 BG23  | 23 jan 2006 | Kitt Peak     | Spacewatch          | —         | MPC                           |
| 319268          | 2006 BH27  | 20 jan 2006 | Kitt Peak     | Spacewatch          | —         | MPC                           |
| 319269          | 2006 BU41  | 22 jan 2006 | Mount Lemmon  | Mount Lemmon Survey | —         | MPC                           |
| 319270          | 2006 BA42  | 23 jan 2006 | Kitt Peak     | Spacewatch          | —         | MPC                           |
| 319271          | 2006 BT42  | 23 jan 2006 | Kitt Peak     | Spacewatch          | —         | MPC                           |
| 319272          | 2006 BR44  | 23 jan 2006 | Mount Lemmon  | Mount Lemmon Survey | —         | MPC                           |
| 319273          | 2006 BP45  | 23 jan 2006 | Mount Lemmon  | Mount Lemmon Survey | —         | MPC                           |
| 319274          | 2006 BZ47  | 25 jan 2006 | Kitt Peak     | Spacewatch          | —         | MPC                           |
| 319275          | 2006 BU50  | 25 jan 2006 | Kitt Peak     | Spacewatch          | —         | MPC                           |
| 319276          | 2006 BG59  | 23 jan 2006 | Mount Lemmon  | Mount Lemmon Survey | —         | MPC                           |
| 319277          | 2006 BJ60  | 26 jan 2006 | Catalina      | CSS                 | —         | MPC                           |
| 319278          | 2006 BY61  | 22 jan 2006 | Anderson Mesa | LONEOS              | —         | MPC                           |
| 319279          | 2006 BR66  | 23 jan 2006 | Kitt Peak     | Spacewatch          | —         | MPC                           |
| 319280          | 2006 BW66  | 23 jan 2006 | Kitt Peak     | Spacewatch          | Ursula    | MPC                           |
| 319281          | 2006 BQ73  | 23 jan 2006 | Kitt Peak     | Spacewatch          | —         | MPC                           |
| 319282          | 2006 BY73  | 23 jan 2006 | Kitt Peak     | Spacewatch          | —         | MPC                           |
| 319283          | 2006 BO76  | 23 jan 2006 | Kitt Peak     | Spacewatch          | —         | MPC                           |
| 319284          | 2006 BW77  | 23 jan 2006 | Mount Lemmon  | Mount Lemmon Survey | —         | MPC                           |
| 319285          | 2006 BS78  | 23 jan 2006 | Mount Lemmon  | Mount Lemmon Survey | —         | MPC                           |
| 319286          | 2006 BU82  | 24 jan 2006 | Mount Lemmon  | Mount Lemmon Survey | —         | MPC                           |
| 319287          | 2006 BN85  | 25 jan 2006 | Kitt Peak     | Spacewatch          | —         | MPC                           |
| 319288          | 2006 BD87  | 25 jan 2006 | Kitt Peak     | Spacewatch          | —         | MPC                           |
| 319289          | 2006 BV87  | 25 jan 2006 | Kitt Peak     | Spacewatch          | —         | MPC                           |
| 319290          | 2006 BM88  | 25 jan 2006 | Kitt Peak     | Spacewatch          | Ursula    | MPC                           |
| 319291          | 2006 BM89  | 25 jan 2006 | Kitt Peak     | Spacewatch          | —         | MPC                           |
| 319292          | 2006 BX90  | 26 jan 2006 | Kitt Peak     | Spacewatch          | Brangane  | MPC                           |
| 319293          | 2006 BG91  | 26 jan 2006 | Kitt Peak     | Spacewatch          | —         | MPC                           |
| 319294          | 2006 BN92  | 26 jan 2006 | Catalina      | CSS                 | Brangane  | MPC                           |
| 319295          | 2006 BG96  | 4 jan 2006  | Mount Lemmon  | Mount Lemmon Survey | —         | MPC                           |
| 319296          | 2006 BC103 | 23 jan 2006 | Mount Lemmon  | Mount Lemmon Survey | —         | MPC                           |
| 319297          | 2006 BX103 | 23 jan 2006 | Mount Lemmon  | Mount Lemmon Survey | —         | MPC                           |
| 319298          | 2006 BK109 | 25 jan 2006 | Kitt Peak     | Spacewatch          | Brangane  | MPC                           |
| 319299          | 2006 BE110 | 25 jan 2006 | Kitt Peak     | Spacewatch          | —         | MPC                           |
| 319300          | 2006 BC111 | 25 jan 2006 | Kitt Peak     | Spacewatch          | —         | MPC                           |

## 319301–319400
| Designação | Designação | Descoberta  | Descoberta        | Descobridor(es)     | Categoria | Mais informações / Referência |
| Permanente | Provisória | Data        | Local             | Descobridor(es)     | Categoria | Mais informações / Referência |
| ---------- | ---------- | ----------- | ----------------- | ------------------- | --------- | ----------------------------- |
| 319301     | 2006 BD113 | 25 jan 2006 | Kitt Peak         | Spacewatch          | —         | MPC                           |
| 319302     | 2006 BV114 | 26 jan 2006 | Kitt Peak         | Spacewatch          | —         | MPC                           |
| 319303     | 2006 BY117 | 26 jan 2006 | Mount Lemmon      | Mount Lemmon Survey | —         | MPC                           |
| 319304     | 2006 BA120 | 26 jan 2006 | Kitt Peak         | Spacewatch          | —         | MPC                           |
| 319305     | 2006 BB124 | 26 jan 2006 | Kitt Peak         | Spacewatch          | —         | MPC                           |
| 319306     | 2006 BC127 | 26 jan 2006 | Kitt Peak         | Spacewatch          | —         | MPC                           |
| 319307     | 2006 BA134 | 27 jan 2006 | Kitt Peak         | Spacewatch          | Ursula    | MPC                           |
| 319308     | 2006 BG142 | 26 jan 2006 | Kitt Peak         | Spacewatch          | —         | MPC                           |
| 319309     | 2006 BR143 | 26 jan 2006 | Kitt Peak         | Spacewatch          | Ursula    | MPC                           |
| 319310     | 2006 BT143 | 21 jan 2006 | Anderson Mesa     | LONEOS              | —         | MPC                           |
| 319311     | 2006 BW146 | 28 jan 2006 | Bergisch Gladbach | W. Bickel           | Ursula    | MPC                           |
| 319312     | 2006 BD149 | 7 ago 2004  | Campo Imperatore  | CINEOS              | —         | MPC                           |
| 319313     | 2006 BD152 | 25 jan 2006 | Kitt Peak         | Spacewatch          | Mitidika  | MPC                           |
| 319314     | 2006 BJ156 | 25 jan 2006 | Kitt Peak         | Spacewatch          | —         | MPC                           |
| 319315     | 2006 BF157 | 25 jan 2006 | Kitt Peak         | Spacewatch          | —         | MPC                           |
| 319316     | 2006 BE159 | 26 jan 2006 | Kitt Peak         | Spacewatch          | —         | MPC                           |
| 319317     | 2006 BV163 | 26 jan 2006 | Mount Lemmon      | Mount Lemmon Survey | —         | MPC                           |
| 319318     | 2006 BF164 | 26 jan 2006 | Mount Lemmon      | Mount Lemmon Survey | Ursula    | MPC                           |
| 319319     | 2006 BH166 | 26 jan 2006 | Mount Lemmon      | Mount Lemmon Survey | —         | MPC                           |
| 319320     | 2006 BG167 | 26 jan 2006 | Mount Lemmon      | Mount Lemmon Survey | —         | MPC                           |
| 319321     | 2006 BX167 | 26 jan 2006 | Mount Lemmon      | Mount Lemmon Survey | Ursula    | MPC                           |
| 319322     | 2006 BO172 | 27 jan 2006 | Kitt Peak         | Spacewatch          | —         | MPC                           |
| 319323     | 2006 BG174 | 27 jan 2006 | Kitt Peak         | Spacewatch          | —         | MPC                           |
| 319324     | 2006 BV174 | 27 jan 2006 | Kitt Peak         | Spacewatch          | —         | MPC                           |
| 319325     | 2006 BO177 | 27 jan 2006 | Mount Lemmon      | Mount Lemmon Survey | —         | MPC                           |
| 319326     | 2006 BD178 | 7 abr 2003  | Kitt Peak         | Spacewatch          | Mitidika  | MPC                           |
| 319327     | 2006 BV180 | 27 jan 2006 | Mount Lemmon      | Mount Lemmon Survey | —         | MPC                           |
| 319328     | 2006 BX183 | 30 dez 2005 | Mount Lemmon      | Mount Lemmon Survey | —         | MPC                           |
| 319329     | 2006 BE193 | 30 jan 2006 | Kitt Peak         | Spacewatch          | —         | MPC                           |
| 319330     | 2006 BE204 | 31 jan 2006 | Kitt Peak         | Spacewatch          | —         | MPC                           |
| 319331     | 2006 BA206 | 31 jan 2006 | Mount Lemmon      | Mount Lemmon Survey | —         | MPC                           |
| 319332     | 2006 BD210 | 31 jan 2006 | Kitt Peak         | Spacewatch          | —         | MPC                           |
| 319333     | 2006 BR224 | 30 jan 2006 | Kitt Peak         | Spacewatch          | —         | MPC                           |
| 319334     | 2006 BV239 | 31 jan 2006 | Kitt Peak         | Spacewatch          | —         | MPC                           |
| 319335     | 2006 BA243 | 31 jan 2006 | Kitt Peak         | Spacewatch          | —         | MPC                           |
| 319336     | 2006 BG247 | 31 jan 2006 | Kitt Peak         | Spacewatch          | —         | MPC                           |
| 319337     | 2006 BO257 | 31 jan 2006 | Kitt Peak         | Spacewatch          | —         | MPC                           |
| 319338     | 2006 BQ257 | 31 jan 2006 | Mount Lemmon      | Mount Lemmon Survey | —         | MPC                           |
| 319339     | 2006 BX265 | 31 jan 2006 | Kitt Peak         | Spacewatch          | —         | MPC                           |
| 319340     | 2006 BG266 | 31 jan 2006 | Kitt Peak         | Spacewatch          | —         | MPC                           |
| 319341     | 2006 BB268 | 26 jan 2006 | Catalina          | CSS                 | —         | MPC                           |
| 319342     | 2006 BY273 | 25 jan 2006 | Kitt Peak         | Spacewatch          | —         | MPC                           |
| 319343     | 2006 BD281 | 27 jan 2006 | Mount Lemmon      | Mount Lemmon Survey | —         | MPC                           |
| 319344     | 2006 BQ283 | 22 jan 2006 | Mount Lemmon      | Mount Lemmon Survey | —         | MPC                           |
| 319345     | 2006 CY8   | 1 fev 2006  | Mount Lemmon      | Mount Lemmon Survey | —         | MPC                           |
| 319346     | 2006 CC13  | 1 fev 2006  | Kitt Peak         | Spacewatch          | Maria     | MPC                           |
| 319347     | 2006 CD17  | 1 fev 2006  | Mount Lemmon      | Mount Lemmon Survey | —         | MPC                           |
| 319348     | 2006 CS21  | 1 fev 2006  | Kitt Peak         | Spacewatch          | Ursula    | MPC                           |
| 319349     | 2006 CV23  | 2 fev 2006  | Kitt Peak         | Spacewatch          | —         | MPC                           |
| 319350     | 2006 CO24  | 2 fev 2006  | Kitt Peak         | Spacewatch          | —         | MPC                           |
| 319351     | 2006 CO36  | 2 fev 2006  | Mount Lemmon      | Mount Lemmon Survey | —         | MPC                           |
| 319352     | 2006 CN39  | 2 fev 2006  | Kitt Peak         | Spacewatch          | Ursula    | MPC                           |
| 319353     | 2006 CC49  | 3 fev 2006  | Kitt Peak         | Spacewatch          | —         | MPC                           |
| 319354     | 2006 CZ51  | 4 fev 2006  | Kitt Peak         | Spacewatch          | Ursula    | MPC                           |
| 319355     | 2006 CD54  | 24 dez 2005 | Catalina          | CSS                 | —         | MPC                           |
| 319356     | 2006 CX59  | 6 fev 2006  | Mount Lemmon      | Mount Lemmon Survey | —         | MPC                           |
| 319357     | 2006 CS61  | 3 fev 2006  | Anderson Mesa     | LONEOS              | —         | MPC                           |
| 319358     | 2006 CE64  | 2 fev 2006  | Mauna Kea         | P. A. Wiegert       | —         | MPC                           |
| 319359     | 2006 DP2   | 20 fev 2006 | Kitt Peak         | Spacewatch          | —         | MPC                           |
| 319360     | 2006 DZ9   | 21 fev 2006 | Catalina          | CSS                 | —         | MPC                           |
| 319361     | 2006 DB19  | 4 fev 2006  | Kitt Peak         | Spacewatch          | —         | MPC                           |
| 319362     | 2006 DD19  | 20 fev 2006 | Kitt Peak         | Spacewatch          | —         | MPC                           |
| 319363     | 2006 DV24  | 20 fev 2006 | Kitt Peak         | Spacewatch          | Mitidika  | MPC                           |
| 319364     | 2006 DU29  | 20 fev 2006 | Kitt Peak         | Spacewatch          | —         | MPC                           |
| 319365     | 2006 DR44  | 20 fev 2006 | Mount Lemmon      | Mount Lemmon Survey | —         | MPC                           |
| 319366     | 2006 DU54  | 24 fev 2006 | Kitt Peak         | Spacewatch          | —         | MPC                           |
| 319367     | 2006 DL64  | 20 fev 2006 | Socorro           | LINEAR              | —         | MPC                           |
| 319368     | 2006 DQ67  | 23 fev 2006 | Anderson Mesa     | LONEOS              | —         | MPC                           |
| 319369     | 2006 DA70  | 20 fev 2006 | Kitt Peak         | Spacewatch          | —         | MPC                           |
| 319370     | 2006 DL71  | 21 fev 2006 | Mount Lemmon      | Mount Lemmon Survey | —         | MPC                           |
| 319371     | 2006 DG72  | 22 fev 2006 | Catalina          | CSS                 | —         | MPC                           |
| 319372     | 2006 DG74  | 23 fev 2006 | Mount Lemmon      | Mount Lemmon Survey | —         | MPC                           |
| 319373     | 2006 DT82  | 24 fev 2006 | Kitt Peak         | Spacewatch          | —         | MPC                           |
| 319374     | 2006 DX84  | 24 fev 2006 | Kitt Peak         | Spacewatch          | —         | MPC                           |
| 319375     | 2006 DW86  | 24 fev 2006 | Kitt Peak         | Spacewatch          | —         | MPC                           |
| 319376     | 2006 DV115 | 27 fev 2006 | Kitt Peak         | Spacewatch          | —         | MPC                           |
| 319377     | 2006 DP119 | 20 fev 2006 | Socorro           | LINEAR              | —         | MPC                           |
| 319378     | 2006 DS138 | 25 fev 2006 | Kitt Peak         | Spacewatch          | —         | MPC                           |
| 319379     | 2006 DC146 | 25 fev 2006 | Mount Lemmon      | Mount Lemmon Survey | —         | MPC                           |
| 319380     | 2006 DR146 | 25 fev 2006 | Kitt Peak         | Spacewatch          | —         | MPC                           |
| 319381     | 2006 DL147 | 28 set 2003 | Kitt Peak         | Spacewatch          | —         | MPC                           |
| 319382     | 2006 DC152 | 25 fev 2006 | Kitt Peak         | Spacewatch          | —         | MPC                           |
| 319383     | 2006 DS174 | 27 fev 2006 | Kitt Peak         | Spacewatch          | —         | MPC                           |
| 319384     | 2006 DH175 | 27 fev 2006 | Catalina          | CSS                 | —         | MPC                           |
| 319385     | 2006 DY178 | 27 fev 2006 | Mount Lemmon      | Mount Lemmon Survey | —         | MPC                           |
| 319386     | 2006 DH202 | 21 fev 2006 | Anderson Mesa     | LONEOS              | —         | MPC                           |
| 319387     | 2006 EO19  | 2 mar 2006  | Kitt Peak         | Spacewatch          | —         | MPC                           |
| 319388     | 2006 EP26  | 3 mar 2006  | Kitt Peak         | Spacewatch          | —         | MPC                           |
| 319389     | 2006 EK33  | 3 mar 2006  | Mount Lemmon      | Mount Lemmon Survey | —         | MPC                           |
| 319390     | 2006 EU37  | 4 mar 2006  | Anderson Mesa     | LONEOS              | —         | MPC                           |
| 319391     | 2006 EH46  | 4 mar 2006  | Kitt Peak         | Spacewatch          | Brangane  | MPC                           |
| 319392     | 2006 EL68  | 2 mar 2006  | Kitt Peak         | M. W. Buie          | —         | MPC                           |
| 319393     | 2006 EV68  | 2 mar 2006  | Kitt Peak         | M. W. Buie          | —         | MPC                           |
| 319394     | 2006 ET69  | 4 mar 2006  | Catalina          | CSS                 | —         | MPC                           |
| 319395     | 2006 FP7   | 23 mar 2006 | Kitt Peak         | Spacewatch          | —         | MPC                           |
| 319396     | 2006 FG14  | 23 mar 2006 | Kitt Peak         | Spacewatch          | —         | MPC                           |
| 319397     | 2006 GU1   | 2 abr 2006  | Mount Lemmon      | Mount Lemmon Survey | —         | MPC                           |
| 319398     | 2006 GJ8   | 2 abr 2006  | Kitt Peak         | Spacewatch          | —         | MPC                           |
| 319399     | 2006 GF13  | 2 abr 2006  | Kitt Peak         | Spacewatch          | —         | MPC                           |
| 319400     | 2006 GG13  | 2 abr 2006  | Kitt Peak         | Spacewatch          | —         | MPC                           |

## 319401–319500
| Designação | Designação | Descoberta  | Descoberta        | Descobridor(es)     | Categoria | Mais informações / Referência |
| Permanente | Provisória | Data        | Local             | Descobridor(es)     | Categoria | Mais informações / Referência |
| ---------- | ---------- | ----------- | ----------------- | ------------------- | --------- | ----------------------------- |
| 319401     | 2006 GG22  | 2 abr 2006  | Kitt Peak         | Spacewatch          | —         | MPC                           |
| 319402     | 2006 GZ23  | 2 abr 2006  | Kitt Peak         | Spacewatch          | —         | MPC                           |
| 319403     | 2006 GZ41  | 8 abr 2006  | Catalina          | CSS                 | —         | MPC                           |
| 319404     | 2006 GT42  | 7 abr 2006  | Siding Spring     | SSS                 | —         | MPC                           |
| 319405     | 2006 GG44  | 2 abr 2006  | Kitt Peak         | Spacewatch          | —         | MPC                           |
| 319406     | 2006 GG49  | 2 abr 2006  | Catalina          | CSS                 | —         | MPC                           |
| 319407     | 2006 HJ8   | 19 abr 2006 | Kitt Peak         | Spacewatch          | —         | MPC                           |
| 319408     | 2006 HT9   | 19 abr 2006 | Kitt Peak         | Spacewatch          | —         | MPC                           |
| 319409     | 2006 HP18  | 23 abr 2006 | Mayhill           | A. Lowe             | —         | MPC                           |
| 319410     | 2006 HX19  | 19 abr 2006 | Mount Lemmon      | Mount Lemmon Survey | —         | MPC                           |
| 319411     | 2006 HJ25  | 20 abr 2006 | Kitt Peak         | Spacewatch          | —         | MPC                           |
| 319412     | 2006 HJ27  | 20 abr 2006 | Mount Lemmon      | Mount Lemmon Survey | —         | MPC                           |
| 319413     | 2006 HK34  | 19 abr 2006 | Mount Lemmon      | Mount Lemmon Survey | —         | MPC                           |
| 319414     | 2006 HV35  | 20 abr 2006 | Kitt Peak         | Spacewatch          | —         | MPC                           |
| 319415     | 2006 HC37  | 21 abr 2006 | Kitt Peak         | Spacewatch          | —         | MPC                           |
| 319416     | 2006 HG38  | 21 abr 2006 | Kitt Peak         | Spacewatch          | —         | MPC                           |
| 319417     | 2006 HJ49  | 25 abr 2006 | Kitt Peak         | Spacewatch          | —         | MPC                           |
| 319418     | 2006 HY63  | 24 abr 2006 | Kitt Peak         | Spacewatch          | —         | MPC                           |
| 319419     | 2006 HC68  | 24 abr 2006 | Mount Lemmon      | Mount Lemmon Survey | —         | MPC                           |
| 319420     | 2006 HQ71  | 25 abr 2006 | Kitt Peak         | Spacewatch          | —         | MPC                           |
| 319421     | 2006 HR77  | 26 abr 2006 | Kitt Peak         | Spacewatch          | —         | MPC                           |
| 319422     | 2006 HW80  | 26 abr 2006 | Kitt Peak         | Spacewatch          | —         | MPC                           |
| 319423     | 2006 HN86  | 27 abr 2006 | Catalina          | CSS                 | —         | MPC                           |
| 319424     | 2006 HN88  | 30 abr 2006 | Kitt Peak         | Spacewatch          | —         | MPC                           |
| 319425     | 2006 HM98  | 30 abr 2006 | Kitt Peak         | Spacewatch          | —         | MPC                           |
| 319426     | 2006 HO98  | 30 abr 2006 | Kitt Peak         | Spacewatch          | —         | MPC                           |
| 319427     | 2006 HC102 | 30 abr 2006 | Kitt Peak         | Spacewatch          | Juno      | MPC                           |
| 319428     | 2006 HH103 | 30 abr 2006 | Kitt Peak         | Spacewatch          | —         | MPC                           |
| 319429     | 2006 HM120 | 30 abr 2006 | Kitt Peak         | Spacewatch          | —         | MPC                           |
| 319430     | 2006 HH140 | 26 abr 2006 | Cerro Tololo      | M. W. Buie          | Juno      | MPC                           |
| 319431     | 2006 JG7   | 1 mai 2006  | Kitt Peak         | Spacewatch          | —         | MPC                           |
| 319432     | 2006 JH11  | 1 mai 2006  | Kitt Peak         | Spacewatch          | —         | MPC                           |
| 319433     | 2006 JP18  | 2 mai 2006  | Mount Lemmon      | Mount Lemmon Survey | —         | MPC                           |
| 319434     | 2006 JZ39  | 6 mai 2006  | Mount Lemmon      | Mount Lemmon Survey | —         | MPC                           |
| 319435     | 2006 JW48  | 10 mai 2006 | Palomar           | NEAT                | —         | MPC                           |
| 319436     | 2006 JZ50  | 2 mai 2006  | Mount Lemmon      | Mount Lemmon Survey | —         | MPC                           |
| 319437     | 2006 JY79  | 1 mai 2006  | Kitt Peak         | Spacewatch          | Eos       | MPC                           |
| 319438     | 2006 KD2   | 17 mai 2006 | Siding Spring     | SSS                 | —         | MPC                           |
| 319439     | 2006 KN4   | 19 mai 2006 | Mount Lemmon      | Mount Lemmon Survey | Juno      | MPC                           |
| 319440     | 2006 KM33  | 20 mai 2006 | Kitt Peak         | Spacewatch          | —         | MPC                           |
| 319441     | 2006 KW52  | 21 mai 2006 | Kitt Peak         | Spacewatch          | —         | MPC                           |
| 319442     | 2006 KA53  | 21 mai 2006 | Kitt Peak         | Spacewatch          | —         | MPC                           |
| 319443     | 2006 KW59  | 22 mai 2006 | Kitt Peak         | Spacewatch          | —         | MPC                           |
| 319444     | 2006 KL61  | 22 mai 2006 | Kitt Peak         | Spacewatch          | —         | MPC                           |
| 319445     | 2006 KU61  | 22 mai 2006 | Kitt Peak         | Spacewatch          | —         | MPC                           |
| 319446     | 2006 KV63  | 23 mai 2006 | Mount Lemmon      | Mount Lemmon Survey | —         | MPC                           |
| 319447     | 2006 KJ65  | 24 mai 2006 | Kitt Peak         | Spacewatch          | —         | MPC                           |
| 319448     | 2006 KR66  | 24 mai 2006 | Kitt Peak         | Spacewatch          | —         | MPC                           |
| 319449     | 2006 KN69  | 22 mai 2006 | Kitt Peak         | Spacewatch          | —         | MPC                           |
| 319450     | 2006 KO69  | 22 mai 2006 | Kitt Peak         | Spacewatch          | —         | MPC                           |
| 319451     | 2006 KC75  | 24 mai 2006 | Kitt Peak         | Spacewatch          | —         | MPC                           |
| 319452     | 2006 KH78  | 24 mai 2006 | Mount Lemmon      | Mount Lemmon Survey | —         | MPC                           |
| 319453     | 2006 KN81  | 25 mai 2006 | Palomar           | NEAT                | —         | MPC                           |
| 319454     | 2006 KC116 | 29 mai 2006 | Kitt Peak         | Spacewatch          | Themis    | MPC                           |
| 319455     | 2006 KB142 | 25 mai 2006 | Mauna Kea         | P. A. Wiegert       | —         | MPC                           |
| 319456     | 2006 KB145 | 26 mai 2006 | Mount Lemmon      | Mount Lemmon Survey | —         | MPC                           |
| 319457     | 2006 LM3   | 26 mai 2006 | Mount Lemmon      | Mount Lemmon Survey | —         | MPC                           |
| 319458     | 2006 LY4   | 2 jun 2006  | Kitt Peak         | Spacewatch          | —         | MPC                           |
| 319459     | 2006 MA6   | 18 jun 2006 | Palomar           | NEAT                | —         | MPC                           |
| 319460     | 2006 NJ    | 3 jul 2006  | Hibiscus          | S. F. Hönig         | —         | MPC                           |
| 319461     | 2006 OP2   | 19 jul 2006 | Palomar           | NEAT                | —         | MPC                           |
| 319462     | 2006 OB4   | 21 jul 2006 | Mount Lemmon      | Mount Lemmon Survey | —         | MPC                           |
| 319463     | 2006 OW6   | 24 jul 2006 | Pla D'Arguines    | R. Ferrando         | Brangane  | MPC                           |
| 319464     | 2006 OU9   | 24 jul 2006 | Altschwendt       | W. Ries             | —         | MPC                           |
| 319465     | 2006 OR11  | 21 jul 2006 | Socorro           | LINEAR              | —         | MPC                           |
| 319466     | 2006 OA12  | 21 jul 2006 | Catalina          | CSS                 | —         | MPC                           |
| 319467     | 2006 OE16  | 4 mai 2006  | Mount Lemmon      | Mount Lemmon Survey | —         | MPC                           |
| 319468     | 2006 PP1   | 11 ago 2006 | Palomar           | NEAT                | —         | MPC                           |
| 319469     | 2006 PY2   | 12 ago 2006 | Palomar           | NEAT                | Brangane  | MPC                           |
| 319470     | 2006 PA7   | 12 ago 2006 | Palomar           | NEAT                | —         | MPC                           |
| 319471     | 2006 PA8   | 12 ago 2006 | Palomar           | NEAT                | —         | MPC                           |
| 319472     | 2006 PS11  | 13 ago 2006 | Palomar           | NEAT                | —         | MPC                           |
| 319473     | 2006 PO13  | 14 ago 2006 | Siding Spring     | SSS                 | —         | MPC                           |
| 319474     | 2006 PS16  | 15 ago 2006 | Palomar           | NEAT                | —         | MPC                           |
| 319475     | 2006 PC17  | 15 ago 2006 | Palomar           | NEAT                | —         | MPC                           |
| 319476     | 2006 PO20  | 15 ago 2006 | Palomar           | NEAT                | Juno      | MPC                           |
| 319477     | 2006 PC27  | 15 ago 2006 | Palomar           | NEAT                | —         | MPC                           |
| 319478     | 2006 PB30  | 12 ago 2006 | Lulin Observatory | H.-C. Lin, Q.-z. Ye | —         | MPC                           |
| 319479     | 2006 PC30  | 15 ago 2006 | Lulin             | C.-S. Lin, Q.-z. Ye | —         | MPC                           |
| 319480     | 2006 QO1   | 16 ago 2006 | Siding Spring     | SSS                 | —         | MPC                           |
| 319481     | 2006 QO9   | 19 ago 2006 | Palomar           | NEAT                | —         | MPC                           |
| 319482     | 2006 QQ11  | 16 ago 2006 | Siding Spring     | SSS                 | —         | MPC                           |
| 319483     | 2006 QV14  | 17 ago 2006 | Palomar           | NEAT                | Mitidika  | MPC                           |
| 319484     | 2006 QU18  | 16 ago 2006 | Palomar           | NEAT                | —         | MPC                           |
| 319485     | 2006 QH19  | 17 ago 2006 | Palomar           | NEAT                | —         | MPC                           |
| 319486     | 2006 QF20  | 18 ago 2006 | Anderson Mesa     | LONEOS              | —         | MPC                           |
| 319487     | 2006 QX22  | 19 ago 2006 | Anderson Mesa     | LONEOS              | —         | MPC                           |
| 319488     | 2006 QK24  | 17 ago 2006 | Palomar           | NEAT                | —         | MPC                           |
| 319489     | 2006 QZ28  | 21 ago 2006 | Kitt Peak         | Spacewatch          | —         | MPC                           |
| 319490     | 2006 QL30  | 20 ago 2006 | Palomar           | NEAT                | —         | MPC                           |
| 319491     | 2006 QF37  | 20 mai 2001 | Cerro Tololo      | M. W. Buie          | —         | MPC                           |
| 319492     | 2006 QT44  | 19 ago 2006 | Anderson Mesa     | LONEOS              | —         | MPC                           |
| 319493     | 2006 QH45  | 19 ago 2006 | Kitt Peak         | Spacewatch          | —         | MPC                           |
| 319494     | 2006 QC49  | 21 ago 2006 | Palomar           | NEAT                | —         | MPC                           |
| 319495     | 2006 QW59  | 19 ago 2006 | Palomar           | NEAT                | —         | MPC                           |
| 319496     | 2006 QG63  | 24 ago 2006 | Socorro           | LINEAR              | —         | MPC                           |
| 319497     | 2006 QC72  | 21 ago 2006 | Kitt Peak         | Spacewatch          | —         | MPC                           |
| 319498     | 2006 QP79  | 24 ago 2006 | Socorro           | LINEAR              | —         | MPC                           |
| 319499     | 2006 QP81  | 24 ago 2006 | Palomar           | NEAT                | —         | MPC                           |
| 319500     | 2006 QY81  | 24 ago 2006 | Palomar           | NEAT                | —         | MPC                           |

## 319501–319600
| Designação | Designação | Descoberta  | Descoberta      | Descobridor(es)      | Categoria | Mais informações / Referência |
| Permanente | Provisória | Data        | Local           | Descobridor(es)      | Categoria | Mais informações / Referência |
| ---------- | ---------- | ----------- | --------------- | -------------------- | --------- | ----------------------------- |
| 319501     | 2006 QA92  | 16 ago 2006 | Palomar         | NEAT                 | —         | MPC                           |
| 319502     | 2006 QS92  | 16 ago 2006 | Palomar         | NEAT                 | —         | MPC                           |
| 319503     | 2006 QZ100 | 26 ago 2006 | Socorro         | LINEAR               | —         | MPC                           |
| 319504     | 2006 QU113 | 24 ago 2006 | Palomar         | NEAT                 | —         | MPC                           |
| 319505     | 2006 QO117 | 27 ago 2006 | Anderson Mesa   | LONEOS               | —         | MPC                           |
| 319506     | 2006 QN123 | 29 ago 2006 | Catalina        | CSS                  | —         | MPC                           |
| 319507     | 2006 QO123 | 24 ago 2006 | Socorro         | LINEAR               | —         | MPC                           |
| 319508     | 2006 QR126 | 16 ago 2006 | Palomar         | NEAT                 | —         | MPC                           |
| 319509     | 2006 QA143 | 21 ago 2006 | Schiaparelli    | Schiaparelli Obs.    | —         | MPC                           |
| 319510     | 2006 QM144 | 29 ago 2006 | Catalina        | CSS                  | —         | MPC                           |
| 319511     | 2006 QM145 | 18 ago 2006 | Kitt Peak       | Spacewatch           | —         | MPC                           |
| 319512     | 2006 QW146 | 18 ago 2006 | Kitt Peak       | Spacewatch           | —         | MPC                           |
| 319513     | 2006 QR148 | 18 ago 2006 | Kitt Peak       | Spacewatch           | —         | MPC                           |
| 319514     | 2006 QX156 | 19 ago 2006 | Kitt Peak       | Spacewatch           | —         | MPC                           |
| 319515     | 2006 QC163 | 29 ago 2006 | Catalina        | CSS                  | —         | MPC                           |
| 319516     | 2006 QV169 | 28 ago 2006 | Anderson Mesa   | LONEOS               | —         | MPC                           |
| 319517     | 2006 QD184 | 28 ago 2006 | Catalina        | CSS                  | Phocaea   | MPC                           |
| 319518     | 2006 QR186 | 18 ago 2006 | Kitt Peak       | Spacewatch           | —         | MPC                           |
| 319519     | 2006 RJ    | 1 set 2006  | Plana           | F. Fratev            | —         | MPC                           |
| 319520     | 2006 RT9   | 13 set 2006 | Palomar         | NEAT                 | —         | MPC                           |
| 319521     | 2006 RC22  | 15 set 2006 | Catalina        | CSS                  | —         | MPC                           |
| 319522     | 2006 RX22  | 15 set 2006 | Palomar         | NEAT                 | —         | MPC                           |
| 319523     | 2006 RB39  | 14 set 2006 | Catalina        | CSS                  | —         | MPC                           |
| 319524     | 2006 RN42  | 14 set 2006 | Kitt Peak       | Spacewatch           | —         | MPC                           |
| 319525     | 2006 RC44  | 14 set 2006 | Kitt Peak       | Spacewatch           | —         | MPC                           |
| 319526     | 2006 RB45  | 14 set 2006 | Kitt Peak       | Spacewatch           | —         | MPC                           |
| 319527     | 2006 RE47  | 14 set 2006 | Kitt Peak       | Spacewatch           | —         | MPC                           |
| 319528     | 2006 RC49  | 14 set 2006 | Kitt Peak       | Spacewatch           | —         | MPC                           |
| 319529     | 2006 RF49  | 14 set 2006 | Kitt Peak       | Spacewatch           | Ursula    | MPC                           |
| 319530     | 2006 RS49  | 14 set 2006 | Kitt Peak       | Spacewatch           | —         | MPC                           |
| 319531     | 2006 RN52  | 14 set 2006 | Kitt Peak       | Spacewatch           | —         | MPC                           |
| 319532     | 2006 RE57  | 14 set 2006 | Palomar         | NEAT                 | —         | MPC                           |
| 319533     | 2006 RC58  | 15 set 2006 | Kitt Peak       | Spacewatch           | —         | MPC                           |
| 319534     | 2006 RJ60  | 14 set 2006 | Catalina        | CSS                  | —         | MPC                           |
| 319535     | 2006 RF63  | 14 set 2006 | Catalina        | CSS                  | —         | MPC                           |
| 319536     | 2006 RK72  | 15 set 2006 | Kitt Peak       | Spacewatch           | —         | MPC                           |
| 319537     | 2006 RG79  | 15 set 2006 | Kitt Peak       | Spacewatch           | —         | MPC                           |
| 319538     | 2006 RG83  | 15 set 2006 | Kitt Peak       | Spacewatch           | —         | MPC                           |
| 319539     | 2006 RN83  | 15 set 2006 | Kitt Peak       | Spacewatch           | —         | MPC                           |
| 319540     | 2006 RP84  | 15 set 2006 | Kitt Peak       | Spacewatch           | —         | MPC                           |
| 319541     | 2006 RB86  | 15 set 2006 | Kitt Peak       | Spacewatch           | —         | MPC                           |
| 319542     | 2006 RA87  | 15 set 2006 | Kitt Peak       | Spacewatch           | —         | MPC                           |
| 319543     | 2006 RA88  | 29 fev 2004 | Kitt Peak       | Spacewatch           | —         | MPC                           |
| 319544     | 2006 RV90  | 15 set 2006 | Kitt Peak       | Spacewatch           | —         | MPC                           |
| 319545     | 2006 RW94  | 15 set 2006 | Kitt Peak       | Spacewatch           | —         | MPC                           |
| 319546     | 2006 RE99  | 15 set 2006 | Kitt Peak       | Spacewatch           | —         | MPC                           |
| 319547     | 2006 RF104 | 11 set 2006 | Apache Point    | A. C. Becker         | —         | MPC                           |
| 319548     | 2006 RA105 | 15 set 2006 | Kitt Peak       | Spacewatch           | —         | MPC                           |
| 319549     | 2006 RP105 | 14 set 2006 | Mauna Kea       | J. Masiero           | Mitidika  | MPC                           |
| 319550     | 2006 RM106 | 14 set 2006 | Mauna Kea       | J. Masiero           | —         | MPC                           |
| 319551     | 2006 RH116 | 14 set 2006 | Mauna Kea       | J. Masiero           | —         | MPC                           |
| 319552     | 2006 RL120 | 14 set 2006 | Kitt Peak       | Spacewatch           | —         | MPC                           |
| 319553     | 2006 SU11  | 22 jul 2006 | Mount Lemmon    | Mount Lemmon Survey  | —         | MPC                           |
| 319554     | 2006 SP14  | 17 set 2006 | Catalina        | CSS                  | —         | MPC                           |
| 319555     | 2006 SS14  | 17 set 2006 | Catalina        | CSS                  | —         | MPC                           |
| 319556     | 2006 SA20  | 18 set 2006 | Calvin-Rehoboth | Calvin–Rehoboth Obs. | Meliboea  | MPC                           |
| 319557     | 2006 SO28  | 17 set 2006 | Kitt Peak       | Spacewatch           | —         | MPC                           |
| 319558     | 2006 SO33  | 17 set 2006 | Catalina        | CSS                  | —         | MPC                           |
| 319559     | 2006 SN34  | 17 set 2006 | Catalina        | CSS                  | —         | MPC                           |
| 319560     | 2006 ST35  | 17 set 2006 | Anderson Mesa   | LONEOS               | —         | MPC                           |
| 319561     | 2006 SP39  | 18 set 2006 | Socorro         | LINEAR               | —         | MPC                           |
| 319562     | 2006 SW42  | 18 set 2006 | Catalina        | CSS                  | —         | MPC                           |
| 319563     | 2006 SK44  | 17 set 2006 | Catalina        | CSS                  | —         | MPC                           |
| 319564     | 2006 SZ44  | 28 ago 2006 | Catalina        | CSS                  | —         | MPC                           |
| 319565     | 2006 ST48  | 17 set 2006 | Anderson Mesa   | LONEOS               | —         | MPC                           |
| 319566     | 2006 SH49  | 19 set 2006 | Catalina        | CSS                  | —         | MPC                           |
| 319567     | 2006 ST63  | 18 set 2006 | Anderson Mesa   | LONEOS               | —         | MPC                           |
| 319568     | 2006 SO74  | 19 set 2006 | Kitt Peak       | Spacewatch           | —         | MPC                           |
| 319569     | 2006 SF86  | 18 set 2006 | Kitt Peak       | Spacewatch           | —         | MPC                           |
| 319570     | 2006 SW86  | 18 set 2006 | Kitt Peak       | Spacewatch           | —         | MPC                           |
| 319571     | 2006 SQ87  | 18 set 2006 | Kitt Peak       | Spacewatch           | —         | MPC                           |
| 319572     | 2006 SL88  | 18 set 2006 | Kitt Peak       | Spacewatch           | —         | MPC                           |
| 319573     | 2006 SZ89  | 18 set 2006 | Kitt Peak       | Spacewatch           | —         | MPC                           |
| 319574     | 2006 SA90  | 18 set 2006 | Kitt Peak       | Spacewatch           | —         | MPC                           |
| 319575     | 2006 SD90  | 18 set 2006 | Kitt Peak       | Spacewatch           | —         | MPC                           |
| 319576     | 2006 SY94  | 18 set 2006 | Kitt Peak       | Spacewatch           | —         | MPC                           |
| 319577     | 2006 SC96  | 18 set 2006 | Kitt Peak       | Spacewatch           | —         | MPC                           |
| 319578     | 2006 SW96  | 18 set 2006 | Kitt Peak       | Spacewatch           | —         | MPC                           |
| 319579     | 2006 SS97  | 18 set 2006 | Kitt Peak       | Spacewatch           | —         | MPC                           |
| 319580     | 2006 SG101 | 19 set 2006 | Kitt Peak       | Spacewatch           | Mitidika  | MPC                           |
| 319581     | 2006 SL107 | 19 set 2006 | Catalina        | CSS                  | —         | MPC                           |
| 319582     | 2006 SW108 | 19 set 2006 | Kitt Peak       | Spacewatch           | Phocaea   | MPC                           |
| 319583     | 2006 SB116 | 24 set 2006 | Anderson Mesa   | LONEOS               | —         | MPC                           |
| 319584     | 2006 SD119 | 18 set 2006 | Catalina        | CSS                  | —         | MPC                           |
| 319585     | 2006 SG119 | 18 set 2006 | Catalina        | CSS                  | —         | MPC                           |
| 319586     | 2006 SQ122 | 19 set 2006 | Anderson Mesa   | LONEOS               | —         | MPC                           |
| 319587     | 2006 SA126 | 20 set 2006 | Palomar         | NEAT                 | —         | MPC                           |
| 319588     | 2006 SN130 | 20 set 2006 | Anderson Mesa   | LONEOS               | —         | MPC                           |
| 319589     | 2006 SG149 | 19 set 2006 | Kitt Peak       | Spacewatch           | —         | MPC                           |
| 319590     | 2006 SA157 | 23 set 2006 | Kitt Peak       | Spacewatch           | —         | MPC                           |
| 319591     | 2006 SU162 | 24 set 2006 | Kitt Peak       | Spacewatch           | —         | MPC                           |
| 319592     | 2006 SY163 | 25 set 2006 | Kitt Peak       | Spacewatch           | Brangane  | MPC                           |
| 319593     | 2006 SP165 | 25 set 2006 | Kitt Peak       | Spacewatch           | —         | MPC                           |
| 319594     | 2006 ST173 | 25 set 2006 | Socorro         | LINEAR               | —         | MPC                           |
| 319595     | 2006 SZ178 | 25 set 2006 | Kitt Peak       | Spacewatch           | —         | MPC                           |
| 319596     | 2006 SS179 | 25 set 2006 | Kitt Peak       | Spacewatch           | —         | MPC                           |
| 319597     | 2006 SB184 | 25 set 2006 | Kitt Peak       | Spacewatch           | —         | MPC                           |
| 319598     | 2006 SJ184 | 25 set 2006 | Kitt Peak       | Spacewatch           | Chloris   | MPC                           |
| 319599     | 2006 ST187 | 26 set 2006 | Kitt Peak       | Spacewatch           | Mitidika  | MPC                           |
| 319600     | 2006 SW192 | 26 set 2006 | Mount Lemmon    | Mount Lemmon Survey  | —         | MPC                           |

## 319601–319700
| Designação | Designação | Descoberta  | Descoberta        | Descobridor(es)        | Categoria | Mais informações / Referência |
| Permanente | Provisória | Data        | Local             | Descobridor(es)        | Categoria | Mais informações / Referência |
| ---------- | ---------- | ----------- | ----------------- | ---------------------- | --------- | ----------------------------- |
| 319601     | 2006 SP197 | 25 set 2006 | Moletai           | Molėtai Obs.           | —         | MPC                           |
| 319602     | 2006 SB200 | 24 set 2006 | Kitt Peak         | Spacewatch             | —         | MPC                           |
| 319603     | 2006 SD201 | 24 set 2006 | Kitt Peak         | Spacewatch             | —         | MPC                           |
| 319604     | 2006 SN212 | 26 set 2006 | Catalina          | CSS                    | Brangane  | MPC                           |
| 319605     | 2006 SB217 | 28 set 2006 | Kitt Peak         | Spacewatch             | —         | MPC                           |
| 319606     | 2006 SA226 | 26 set 2006 | Kitt Peak         | Spacewatch             | —         | MPC                           |
| 319607     | 2006 SS226 | 26 set 2006 | Kitt Peak         | Spacewatch             | —         | MPC                           |
| 319608     | 2006 SS235 | 26 set 2006 | Mount Lemmon      | Mount Lemmon Survey    | —         | MPC                           |
| 319609     | 2006 SE238 | 26 set 2006 | Kitt Peak         | Spacewatch             | —         | MPC                           |
| 319610     | 2006 SU241 | 26 set 2006 | Mount Lemmon      | Mount Lemmon Survey    | —         | MPC                           |
| 319611     | 2006 SF253 | 26 set 2006 | Mount Lemmon      | Mount Lemmon Survey    | —         | MPC                           |
| 319612     | 2006 SL261 | 26 set 2006 | Kitt Peak         | Spacewatch             | Ursula    | MPC                           |
| 319613     | 2006 SJ268 | 26 set 2006 | Kitt Peak         | Spacewatch             | —         | MPC                           |
| 319614     | 2006 SW273 | 27 set 2006 | Mount Lemmon      | Mount Lemmon Survey    | —         | MPC                           |
| 319615     | 2006 SW277 | 28 set 2006 | Socorro           | LINEAR                 | —         | MPC                           |
| 319616     | 2006 SN279 | 28 set 2006 | Kitt Peak         | Spacewatch             | —         | MPC                           |
| 319617     | 2006 SU279 | 28 set 2006 | Catalina          | CSS                    | —         | MPC                           |
| 319618     | 2006 SG280 | 29 set 2006 | Anderson Mesa     | LONEOS                 | —         | MPC                           |
| 319619     | 2006 SY284 | 29 set 2006 | Anderson Mesa     | LONEOS                 | —         | MPC                           |
| 319620     | 2006 SP288 | 26 set 2006 | Catalina          | CSS                    | —         | MPC                           |
| 319621     | 2006 SC297 | 25 set 2006 | Kitt Peak         | Spacewatch             | —         | MPC                           |
| 319622     | 2006 SM301 | 26 set 2006 | Catalina          | CSS                    | —         | MPC                           |
| 319623     | 2006 ST303 | 27 set 2006 | Mount Lemmon      | Mount Lemmon Survey    | —         | MPC                           |
| 319624     | 2006 SU306 | 27 set 2006 | Mount Lemmon      | Mount Lemmon Survey    | —         | MPC                           |
| 319625     | 2006 SV311 | 27 set 2006 | Kitt Peak         | Spacewatch             | —         | MPC                           |
| 319626     | 2006 SC328 | 27 set 2006 | Kitt Peak         | Spacewatch             | —         | MPC                           |
| 319627     | 2006 SE332 | 28 set 2006 | Mount Lemmon      | Mount Lemmon Survey    | —         | MPC                           |
| 319628     | 2006 SR335 | 28 set 2006 | Kitt Peak         | Spacewatch             | —         | MPC                           |
| 319629     | 2006 SG353 | 30 set 2006 | Catalina          | CSS                    | —         | MPC                           |
| 319630     | 2006 SA360 | 30 set 2006 | Catalina          | CSS                    | —         | MPC                           |
| 319631     | 2006 SS360 | 30 set 2006 | Mount Lemmon      | Mount Lemmon Survey    | —         | MPC                           |
| 319632     | 2006 SN361 | 30 set 2006 | Mount Lemmon      | Mount Lemmon Survey    | —         | MPC                           |
| 319633     | 2006 SJ366 | 30 set 2006 | Mount Lemmon      | Mount Lemmon Survey    | —         | MPC                           |
| 319634     | 2006 SR366 | 16 set 2006 | Catalina          | CSS                    | —         | MPC                           |
| 319635     | 2006 SC367 | 25 set 2006 | Catalina          | CSS                    | Phocaea   | MPC                           |
| 319636     | 2006 SE368 | 23 set 2006 | Moletai           | Molėtai Obs.           | —         | MPC                           |
| 319637     | 2006 SM376 | 17 set 2006 | Apache Point      | A. C. Becker           | —         | MPC                           |
| 319638     | 2006 SL388 | 27 set 2006 | Apache Point      | A. C. Becker           | —         | MPC                           |
| 319639     | 2006 SU390 | 17 set 2006 | Catalina          | CSS                    | —         | MPC                           |
| 319640     | 2006 SV391 | 19 set 2006 | Catalina          | CSS                    | —         | MPC                           |
| 319641     | 2006 SY391 | 19 set 2006 | Catalina          | CSS                    | —         | MPC                           |
| 319642     | 2006 SO393 | 28 set 2006 | Mount Lemmon      | Mount Lemmon Survey    | —         | MPC                           |
| 319643     | 2006 SM399 | 17 set 2006 | Kitt Peak         | Spacewatch             | —         | MPC                           |
| 319644     | 2006 SB400 | 18 set 2006 | Catalina          | CSS                    | —         | MPC                           |
| 319645     | 2006 SN403 | 27 set 2006 | Mount Lemmon      | Mount Lemmon Survey    | —         | MPC                           |
| 319646     | 2006 SL404 | 30 set 2006 | Mount Lemmon      | Mount Lemmon Survey    | —         | MPC                           |
| 319647     | 2006 SW410 | 19 set 2006 | Kitt Peak         | Spacewatch             | —         | MPC                           |
| 319648     | 2006 SA412 | 30 set 2006 | Catalina          | CSS                    | —         | MPC                           |
| 319649     | 2006 SC412 | 8 dez 2002  | Palomar           | NEAT                   | —         | MPC                           |
| 319650     | 2006 SR412 | 25 set 2006 | Catalina          | CSS                    | —         | MPC                           |
| 319651     | 2006 TO7   | 10 out 2006 | San Marcello      | Pistoia Mountains Obs. | —         | MPC                           |
| 319652     | 2006 TE13  | 10 out 2006 | Palomar           | NEAT                   | —         | MPC                           |
| 319653     | 2006 TG14  | 10 out 2006 | Palomar           | NEAT                   | —         | MPC                           |
| 319654     | 2006 TA16  | 11 out 2006 | Kitt Peak         | Spacewatch             | —         | MPC                           |
| 319655     | 2006 TR22  | 11 out 2006 | Kitt Peak         | Spacewatch             | —         | MPC                           |
| 319656     | 2006 TO25  | 12 out 2006 | Kitt Peak         | Spacewatch             | —         | MPC                           |
| 319657     | 2006 TZ25  | 12 out 2006 | Kitt Peak         | Spacewatch             | —         | MPC                           |
| 319658     | 2006 TA26  | 12 out 2006 | Kitt Peak         | Spacewatch             | —         | MPC                           |
| 319659     | 2006 TV27  | 12 out 2006 | Kitt Peak         | Spacewatch             | —         | MPC                           |
| 319660     | 2006 TH30  | 12 out 2006 | Kitt Peak         | Spacewatch             | —         | MPC                           |
| 319661     | 2006 TP32  | 12 out 2006 | Kitt Peak         | Spacewatch             | —         | MPC                           |
| 319662     | 2006 TZ34  | 12 out 2006 | Kitt Peak         | Spacewatch             | —         | MPC                           |
| 319663     | 2006 TS35  | 12 out 2006 | Kitt Peak         | Spacewatch             | —         | MPC                           |
| 319664     | 2006 TA41  | 12 out 2006 | Kitt Peak         | Spacewatch             | —         | MPC                           |
| 319665     | 2006 TJ42  | 12 out 2006 | Kitt Peak         | Spacewatch             | —         | MPC                           |
| 319666     | 2006 TD43  | 12 out 2006 | Kitt Peak         | Spacewatch             | —         | MPC                           |
| 319667     | 2006 TO45  | 12 out 2006 | Kitt Peak         | Spacewatch             | —         | MPC                           |
| 319668     | 2006 TS46  | 12 out 2006 | Kitt Peak         | Spacewatch             | —         | MPC                           |
| 319669     | 2006 TY47  | 12 out 2006 | Kitt Peak         | Spacewatch             | —         | MPC                           |
| 319670     | 2006 TJ51  | 12 out 2006 | Kitt Peak         | Spacewatch             | —         | MPC                           |
| 319671     | 2006 TV51  | 12 out 2006 | Kitt Peak         | Spacewatch             | —         | MPC                           |
| 319672     | 2006 TQ61  | 12 out 2006 | Palomar           | NEAT                   | Eos       | MPC                           |
| 319673     | 2006 TZ66  | 14 nov 2002 | Palomar           | NEAT                   | —         | MPC                           |
| 319674     | 2006 TX71  | 11 out 2006 | Palomar           | NEAT                   | —         | MPC                           |
| 319675     | 2006 TH74  | 11 out 2006 | Palomar           | NEAT                   | Ursula    | MPC                           |
| 319676     | 2006 TX75  | 11 out 2006 | Palomar           | NEAT                   | —         | MPC                           |
| 319677     | 2006 TL76  | 11 out 2006 | Palomar           | NEAT                   | Phocaea   | MPC                           |
| 319678     | 2006 TE77  | 11 out 2006 | Palomar           | NEAT                   | —         | MPC                           |
| 319679     | 2006 TT78  | 12 out 2006 | Palomar           | NEAT                   | Phocaea   | MPC                           |
| 319680     | 2006 TV80  | 13 out 2006 | Kitt Peak         | Spacewatch             | —         | MPC                           |
| 319681     | 2006 TU86  | 13 out 2006 | Kitt Peak         | Spacewatch             | —         | MPC                           |
| 319682     | 2006 TL88  | 13 out 2006 | Kitt Peak         | Spacewatch             | —         | MPC                           |
| 319683     | 2006 TL89  | 13 out 2006 | Kitt Peak         | Spacewatch             | —         | MPC                           |
| 319684     | 2006 TU89  | 13 out 2006 | Kitt Peak         | Spacewatch             | —         | MPC                           |
| 319685     | 2006 TB91  | 13 out 2006 | Kitt Peak         | Spacewatch             | —         | MPC                           |
| 319686     | 2006 TS92  | 15 out 2006 | Kitt Peak         | Spacewatch             | —         | MPC                           |
| 319687     | 2006 TL94  | 15 out 2006 | Lulin Observatory | C.-S. Lin, Q.-z. Ye    | —         | MPC                           |
| 319688     | 2006 TL95  | 3 out 2006  | Siding Spring     | SSS                    | Juno      | MPC                           |
| 319689     | 2006 TH100 | 15 out 2006 | Kitt Peak         | Spacewatch             | —         | MPC                           |
| 319690     | 2006 TF102 | 28 set 2006 | Mount Lemmon      | Mount Lemmon Survey    | —         | MPC                           |
| 319691     | 2006 TS103 | 15 out 2006 | Kitt Peak         | Spacewatch             | —         | MPC                           |
| 319692     | 2006 TJ105 | 15 out 2006 | Kitt Peak         | Spacewatch             | —         | MPC                           |
| 319693     | 2006 TL110 | 13 out 2006 | Kitt Peak         | Spacewatch             | —         | MPC                           |
| 319694     | 2006 TN110 | 13 out 2006 | Kitt Peak         | Spacewatch             | —         | MPC                           |
| 319695     | 2006 TF115 | 1 out 2006  | Apache Point      | A. C. Becker           | —         | MPC                           |
| 319696     | 2006 TC118 | 3 out 2006  | Apache Point      | A. C. Becker           | —         | MPC                           |
| 319697     | 2006 TR125 | 13 out 2006 | Kitt Peak         | Spacewatch             | —         | MPC                           |
| 319698     | 2006 TJ129 | 13 out 2006 | Kitt Peak         | Spacewatch             | —         | MPC                           |
| 319699     | 2006 UF3   | 16 out 2006 | Catalina          | CSS                    | —         | MPC                           |
| 319700     | 2006 UZ4   | 16 out 2006 | Kitt Peak         | Spacewatch             | —         | MPC                           |

## 319701–319800
| Designação | Designação | Descoberta  | Descoberta       | Descobridor(es)     | Categoria | Mais informações / Referência |
| Permanente | Provisória | Data        | Local            | Descobridor(es)     | Categoria | Mais informações / Referência |
| ---------- | ---------- | ----------- | ---------------- | ------------------- | --------- | ----------------------------- |
| 319701     | 2006 UQ6   | 16 out 2006 | Catalina         | CSS                 | —         | MPC                           |
| 319702     | 2006 UQ22  | 16 out 2006 | Mount Lemmon     | Mount Lemmon Survey | —         | MPC                           |
| 319703     | 2006 UA23  | 6 mar 2003  | Anderson Mesa    | LONEOS              | —         | MPC                           |
| 319704     | 2006 UT24  | 16 out 2006 | Kitt Peak        | Spacewatch          | —         | MPC                           |
| 319705     | 2006 UF25  | 16 out 2006 | Kitt Peak        | Spacewatch          | —         | MPC                           |
| 319706     | 2006 UN27  | 16 out 2006 | Kitt Peak        | Spacewatch          | —         | MPC                           |
| 319707     | 2006 UL28  | 16 out 2006 | Kitt Peak        | Spacewatch          | —         | MPC                           |
| 319708     | 2006 UV30  | 16 out 2006 | Kitt Peak        | Spacewatch          | —         | MPC                           |
| 319709     | 2006 UU34  | 16 out 2006 | Kitt Peak        | Spacewatch          | —         | MPC                           |
| 319710     | 2006 UJ38  | 16 out 2006 | Kitt Peak        | Spacewatch          | —         | MPC                           |
| 319711     | 2006 UD41  | 16 out 2006 | Kitt Peak        | Spacewatch          | —         | MPC                           |
| 319712     | 2006 UN44  | 16 out 2006 | Kitt Peak        | Spacewatch          | —         | MPC                           |
| 319713     | 2006 UV45  | 16 out 2006 | Kitt Peak        | Spacewatch          | —         | MPC                           |
| 319714     | 2006 UP48  | 17 out 2006 | Kitt Peak        | Spacewatch          | —         | MPC                           |
| 319715     | 2006 UM50  | 17 out 2006 | Kitt Peak        | Spacewatch          | —         | MPC                           |
| 319716     | 2006 UR52  | 17 out 2006 | Catalina         | CSS                 | —         | MPC                           |
| 319717     | 2006 UW56  | 18 out 2006 | Kitt Peak        | Spacewatch          | —         | MPC                           |
| 319718     | 2006 UX56  | 18 out 2006 | Kitt Peak        | Spacewatch          | —         | MPC                           |
| 319719     | 2006 UX60  | 19 out 2006 | Mount Lemmon     | Mount Lemmon Survey | —         | MPC                           |
| 319720     | 2006 UF61  | 19 out 2006 | Mount Lemmon     | Mount Lemmon Survey | —         | MPC                           |
| 319721     | 2006 UN71  | 16 out 2006 | Bergisch Gladbac | W. Bickel           | —         | MPC                           |
| 319722     | 2006 UO75  | 17 out 2006 | Mount Lemmon     | Mount Lemmon Survey | —         | MPC                           |
| 319723     | 2006 UX80  | 17 out 2006 | Mount Lemmon     | Mount Lemmon Survey | —         | MPC                           |
| 319724     | 2006 UY80  | 17 out 2006 | Mount Lemmon     | Mount Lemmon Survey | —         | MPC                           |
| 319725     | 2006 UT81  | 17 out 2006 | Mount Lemmon     | Mount Lemmon Survey | —         | MPC                           |
| 319726     | 2006 UO87  | 17 out 2006 | Mount Lemmon     | Mount Lemmon Survey | —         | MPC                           |
| 319727     | 2006 UG93  | 18 out 2006 | Kitt Peak        | Spacewatch          | —         | MPC                           |
| 319728     | 2006 UV95  | 18 out 2006 | Kitt Peak        | Spacewatch          | —         | MPC                           |
| 319729     | 2006 UK104 | 18 out 2006 | Kitt Peak        | Spacewatch          | —         | MPC                           |
| 319730     | 2006 UP108 | 18 out 2006 | Kitt Peak        | Spacewatch          | —         | MPC                           |
| 319731     | 2006 UF112 | 19 out 2006 | Kitt Peak        | Spacewatch          | —         | MPC                           |
| 319732     | 2006 UB115 | 2 out 2006  | Kitt Peak        | Spacewatch          | —         | MPC                           |
| 319733     | 2006 UA117 | 19 out 2006 | Kitt Peak        | Spacewatch          | —         | MPC                           |
| 319734     | 2006 UN118 | 19 out 2006 | Kitt Peak        | Spacewatch          | —         | MPC                           |
| 319735     | 2006 UU120 | 19 out 2006 | Kitt Peak        | Spacewatch          | —         | MPC                           |
| 319736     | 2006 UV120 | 19 out 2006 | Kitt Peak        | Spacewatch          | —         | MPC                           |
| 319737     | 2006 UP124 | 19 out 2006 | Mount Lemmon     | Mount Lemmon Survey | —         | MPC                           |
| 319738     | 2006 UY127 | 19 out 2006 | Kitt Peak        | Spacewatch          | —         | MPC                           |
| 319739     | 2006 UU128 | 19 out 2006 | Kitt Peak        | Spacewatch          | —         | MPC                           |
| 319740     | 2006 UP134 | 19 out 2006 | Kitt Peak        | Spacewatch          | —         | MPC                           |
| 319741     | 2006 UP135 | 19 out 2006 | Kitt Peak        | Spacewatch          | —         | MPC                           |
| 319742     | 2006 UU136 | 19 out 2006 | Mount Lemmon     | Mount Lemmon Survey | —         | MPC                           |
| 319743     | 2006 UA137 | 19 out 2006 | Catalina         | CSS                 | —         | MPC                           |
| 319744     | 2006 UT140 | 29 mar 2001 | Kitt Peak        | Spacewatch          | —         | MPC                           |
| 319745     | 2006 UL143 | 19 out 2006 | Palomar          | NEAT                | —         | MPC                           |
| 319746     | 2006 UO143 | 19 out 2006 | Mount Lemmon     | Mount Lemmon Survey | —         | MPC                           |
| 319747     | 2006 UP147 | 20 out 2006 | Kitt Peak        | Spacewatch          | —         | MPC                           |
| 319748     | 2006 UP152 | 21 out 2006 | Kitt Peak        | Spacewatch          | —         | MPC                           |
| 319749     | 2006 UW164 | 21 out 2006 | Mount Lemmon     | Mount Lemmon Survey | —         | MPC                           |
| 319750     | 2006 UF172 | 21 out 2006 | Kitt Peak        | Spacewatch          | —         | MPC                           |
| 319751     | 2006 UG174 | 19 out 2006 | Mount Lemmon     | Mount Lemmon Survey | —         | MPC                           |
| 319752     | 2006 UW177 | 16 out 2006 | Catalina         | CSS                 | —         | MPC                           |
| 319753     | 2006 UU178 | 16 out 2006 | Catalina         | CSS                 | —         | MPC                           |
| 319754     | 2006 UZ178 | 16 out 2006 | Catalina         | CSS                 | —         | MPC                           |
| 319755     | 2006 UC181 | 16 out 2006 | Catalina         | CSS                 | Phocaea   | MPC                           |
| 319756     | 2006 UY183 | 19 out 2006 | Catalina         | CSS                 | —         | MPC                           |
| 319757     | 2006 UB184 | 19 out 2006 | Palomar          | NEAT                | —         | MPC                           |
| 319758     | 2006 UK191 | 19 out 2006 | Catalina         | CSS                 | —         | MPC                           |
| 319759     | 2006 UX191 | 19 out 2006 | Catalina         | CSS                 | —         | MPC                           |
| 319760     | 2006 US196 | 20 out 2006 | Kitt Peak        | Spacewatch          | —         | MPC                           |
| 319761     | 2006 UY203 | 22 out 2006 | Palomar          | NEAT                | —         | MPC                           |
| 319762     | 2006 UG207 | 23 out 2006 | Kitt Peak        | Spacewatch          | —         | MPC                           |
| 319763     | 2006 UQ208 | 23 out 2006 | Kitt Peak        | Spacewatch          | —         | MPC                           |
| 319764     | 2006 UP211 | 23 out 2006 | Palomar          | NEAT                | —         | MPC                           |
| 319765     | 2006 UJ214 | 23 out 2006 | Kitt Peak        | Spacewatch          | —         | MPC                           |
| 319766     | 2006 UT214 | 24 out 2006 | Palomar          | NEAT                | —         | MPC                           |
| 319767     | 2006 UZ214 | 24 out 2006 | Wildberg         | R. Apitzsch         | —         | MPC                           |
| 319768     | 2006 UW226 | 20 out 2006 | Kitt Peak        | Spacewatch          | —         | MPC                           |
| 319769     | 2006 UD229 | 20 out 2006 | Palomar          | NEAT                | —         | MPC                           |
| 319770     | 2006 UH229 | 20 out 2006 | Palomar          | NEAT                | —         | MPC                           |
| 319771     | 2006 UY255 | 27 out 2006 | Mount Lemmon     | Mount Lemmon Survey | —         | MPC                           |
| 319772     | 2006 UG258 | 28 out 2006 | Mount Lemmon     | Mount Lemmon Survey | —         | MPC                           |
| 319773     | 2006 UM264 | 27 out 2006 | Kitt Peak        | Spacewatch          | —         | MPC                           |
| 319774     | 2006 UJ265 | 27 out 2006 | Mount Lemmon     | Mount Lemmon Survey | —         | MPC                           |
| 319775     | 2006 UC267 | 27 out 2006 | Catalina         | CSS                 | —         | MPC                           |
| 319776     | 2006 UH272 | 27 out 2006 | Mount Lemmon     | Mount Lemmon Survey | —         | MPC                           |
| 319777     | 2006 UF273 | 27 out 2006 | Kitt Peak        | Spacewatch          | —         | MPC                           |
| 319778     | 2006 UX278 | 28 out 2006 | Kitt Peak        | Spacewatch          | —         | MPC                           |
| 319779     | 2006 UZ282 | 28 out 2006 | Kitt Peak        | Spacewatch          | —         | MPC                           |
| 319780     | 2006 UA283 | 28 out 2006 | Kitt Peak        | Spacewatch          | —         | MPC                           |
| 319781     | 2006 UK284 | 28 out 2006 | Kitt Peak        | Spacewatch          | —         | MPC                           |
| 319782     | 2006 UV286 | 28 out 2006 | Kitt Peak        | Spacewatch          | —         | MPC                           |
| 319783     | 2006 UU289 | 27 out 2006 | Kitt Peak        | Spacewatch          | —         | MPC                           |
| 319784     | 2006 US305 | 19 out 2006 | Kitt Peak        | M. W. Buie          | —         | MPC                           |
| 319785     | 2006 UG328 | 17 out 2006 | Catalina         | CSS                 | —         | MPC                           |
| 319786     | 2006 UE332 | 21 out 2006 | Apache Point     | A. C. Becker        | —         | MPC                           |
| 319787     | 2006 UD333 | 21 out 2006 | Apache Point     | A. C. Becker        | —         | MPC                           |
| 319788     | 2006 UM333 | 22 out 2006 | Apache Point     | A. C. Becker        | Ursula    | MPC                           |
| 319789     | 2006 UJ336 | 20 out 2006 | Mount Lemmon     | Mount Lemmon Survey | —         | MPC                           |
| 319790     | 2006 UL336 | 20 out 2006 | Kitt Peak        | Spacewatch          | —         | MPC                           |
| 319791     | 2006 UB337 | 27 out 2006 | Mount Lemmon     | Mount Lemmon Survey | —         | MPC                           |
| 319792     | 2006 UG338 | 27 out 2006 | Mount Lemmon     | Mount Lemmon Survey | —         | MPC                           |
| 319793     | 2006 UL361 | 23 out 2006 | Catalina         | CSS                 | —         | MPC                           |
| 319794     | 2006 VW3   | 9 nov 2006  | Kitt Peak        | Spacewatch          | —         | MPC                           |
| 319795     | 2006 VJ5   | 10 nov 2006 | Kitt Peak        | Spacewatch          | —         | MPC                           |
| 319796     | 2006 VK6   | 10 nov 2006 | Kitt Peak        | Spacewatch          | —         | MPC                           |
| 319797     | 2006 VH14  | 15 nov 2006 | Remanzacco       | Remanzacco Obs.     | —         | MPC                           |
| 319798     | 2006 VJ14  | 15 nov 2006 | Wrightwood       | J. W. Young         | —         | MPC                           |
| 319799     | 2006 VS16  | 9 nov 2006  | Kitt Peak        | Spacewatch          | —         | MPC                           |
| 319800     | 2006 VE21  | 10 nov 2006 | Kitt Peak        | Spacewatch          | —         | MPC                           |

## 319801–319900
| Designação | Designação | Descoberta  | Descoberta       | Descobridor(es)     | Categoria | Mais informações / Referência |
| Permanente | Provisória | Data        | Local            | Descobridor(es)     | Categoria | Mais informações / Referência |
| ---------- | ---------- | ----------- | ---------------- | ------------------- | --------- | ----------------------------- |
| 319801     | 2006 VS30  | 1 nov 2006  | Mount Lemmon     | Mount Lemmon Survey | —         | MPC                           |
| 319802     | 2006 VY34  | 11 nov 2006 | Mount Lemmon     | Mount Lemmon Survey | —         | MPC                           |
| 319803     | 2006 VV36  | 11 nov 2006 | Catalina         | CSS                 | —         | MPC                           |
| 319804     | 2006 VR45  | 11 nov 2006 | Palomar          | NEAT                | —         | MPC                           |
| 319805     | 2006 VZ47  | 10 nov 2006 | Kitt Peak        | Spacewatch          | —         | MPC                           |
| 319806     | 2006 VY48  | 10 nov 2006 | Kitt Peak        | Spacewatch          | —         | MPC                           |
| 319807     | 2006 VJ50  | 10 nov 2006 | Kitt Peak        | Spacewatch          | —         | MPC                           |
| 319808     | 2006 VN50  | 10 nov 2006 | Kitt Peak        | Spacewatch          | —         | MPC                           |
| 319809     | 2006 VX50  | 10 nov 2006 | Kitt Peak        | Spacewatch          | —         | MPC                           |
| 319810     | 2006 VQ52  | 11 nov 2006 | Kitt Peak        | Spacewatch          | —         | MPC                           |
| 319811     | 2006 VB54  | 11 nov 2006 | Kitt Peak        | Spacewatch          | —         | MPC                           |
| 319812     | 2006 VA60  | 11 nov 2006 | Kitt Peak        | Spacewatch          | —         | MPC                           |
| 319813     | 2006 VE61  | 11 nov 2006 | Kitt Peak        | Spacewatch          | —         | MPC                           |
| 319814     | 2006 VB66  | 11 nov 2006 | Kitt Peak        | Spacewatch          | —         | MPC                           |
| 319815     | 2006 VV67  | 11 nov 2006 | Catalina         | CSS                 | —         | MPC                           |
| 319816     | 2006 VS80  | 12 nov 2006 | Mount Lemmon     | Mount Lemmon Survey | —         | MPC                           |
| 319817     | 2006 VH83  | 27 set 2006 | Mount Lemmon     | Mount Lemmon Survey | —         | MPC                           |
| 319818     | 2006 VK83  | 13 nov 2006 | Kitt Peak        | Spacewatch          | —         | MPC                           |
| 319819     | 2006 VN92  | 15 nov 2006 | Catalina         | CSS                 | —         | MPC                           |
| 319820     | 2006 VD99  | 11 nov 2006 | Mount Lemmon     | Mount Lemmon Survey | —         | MPC                           |
| 319821     | 2006 VT104 | 13 nov 2006 | Catalina         | CSS                 | —         | MPC                           |
| 319822     | 2006 VA105 | 13 nov 2006 | Kitt Peak        | Spacewatch          | —         | MPC                           |
| 319823     | 2006 VH105 | 13 nov 2006 | Kitt Peak        | Spacewatch          | —         | MPC                           |
| 319824     | 2006 VC110 | 13 nov 2006 | Kitt Peak        | Spacewatch          | —         | MPC                           |
| 319825     | 2006 VQ110 | 13 nov 2006 | Kitt Peak        | Spacewatch          | —         | MPC                           |
| 319826     | 2006 VM115 | 14 nov 2006 | Kitt Peak        | Spacewatch          | —         | MPC                           |
| 319827     | 2006 VW115 | 14 nov 2006 | Kitt Peak        | Spacewatch          | —         | MPC                           |
| 319828     | 2006 VU117 | 14 nov 2006 | Kitt Peak        | Spacewatch          | —         | MPC                           |
| 319829     | 2006 VT122 | 14 nov 2006 | Kitt Peak        | Spacewatch          | —         | MPC                           |
| 319830     | 2006 VO123 | 14 nov 2006 | Kitt Peak        | Spacewatch          | —         | MPC                           |
| 319831     | 2006 VE127 | 15 nov 2006 | Kitt Peak        | Spacewatch          | —         | MPC                           |
| 319832     | 2006 VN132 | 15 nov 2006 | Kitt Peak        | Spacewatch          | —         | MPC                           |
| 319833     | 2006 VU134 | 15 nov 2006 | Socorro          | LINEAR              | —         | MPC                           |
| 319834     | 2006 VD137 | 15 nov 2006 | Kitt Peak        | Spacewatch          | —         | MPC                           |
| 319835     | 2006 VO151 | 9 nov 2006  | Palomar          | NEAT                | —         | MPC                           |
| 319836     | 2006 VG155 | 13 nov 2006 | Catalina         | CSS                 | —         | MPC                           |
| 319837     | 2006 VQ169 | 13 nov 2006 | Catalina         | CSS                 | —         | MPC                           |
| 319838     | 2006 VX169 | 11 nov 2006 | Kitt Peak        | Spacewatch          | —         | MPC                           |
| 319839     | 2006 VB171 | 11 nov 2006 | Kitt Peak        | Spacewatch          | —         | MPC                           |
| 319840     | 2006 WJ    | 17 nov 2006 | Catalina         | CSS                 | —         | MPC                           |
| 319841     | 2006 WB2   | 18 nov 2006 | 7300 Observatory | W. K. Y. Yeung      | —         | MPC                           |
| 319842     | 2006 WY4   | 16 nov 2006 | Kitt Peak        | Spacewatch          | —         | MPC                           |
| 319843     | 2006 WT11  | 16 nov 2006 | Kitt Peak        | Spacewatch          | —         | MPC                           |
| 319844     | 2006 WA12  | 16 nov 2006 | Mount Lemmon     | Mount Lemmon Survey | —         | MPC                           |
| 319845     | 2006 WT16  | 17 nov 2006 | Kitt Peak        | Spacewatch          | —         | MPC                           |
| 319846     | 2006 WT17  | 17 nov 2006 | Mount Lemmon     | Mount Lemmon Survey | —         | MPC                           |
| 319847     | 2006 WM18  | 17 nov 2006 | Mount Lemmon     | Mount Lemmon Survey | —         | MPC                           |
| 319848     | 2006 WO19  | 17 nov 2006 | Mount Lemmon     | Mount Lemmon Survey | —         | MPC                           |
| 319849     | 2006 WK22  | 17 nov 2006 | Kitt Peak        | Spacewatch          | —         | MPC                           |
| 319850     | 2006 WB23  | 17 nov 2006 | Mount Lemmon     | Mount Lemmon Survey | —         | MPC                           |
| 319851     | 2006 WG31  | 16 nov 2006 | Kitt Peak        | Spacewatch          | —         | MPC                           |
| 319852     | 2006 WP32  | 16 nov 2006 | Kitt Peak        | Spacewatch          | —         | MPC                           |
| 319853     | 2006 WY33  | 16 nov 2006 | Kitt Peak        | Spacewatch          | —         | MPC                           |
| 319854     | 2006 WD34  | 16 nov 2006 | Kitt Peak        | Spacewatch          | —         | MPC                           |
| 319855     | 2006 WE39  | 31 out 2006 | Mount Lemmon     | Mount Lemmon Survey | Mitidika  | MPC                           |
| 319856     | 2006 WD46  | 16 nov 2006 | Mount Lemmon     | Mount Lemmon Survey | —         | MPC                           |
| 319857     | 2006 WA47  | 16 nov 2006 | Kitt Peak        | Spacewatch          | —         | MPC                           |
| 319858     | 2006 WM48  | 16 nov 2006 | Kitt Peak        | Spacewatch          | —         | MPC                           |
| 319859     | 2006 WF49  | 16 nov 2006 | Mount Lemmon     | Mount Lemmon Survey | —         | MPC                           |
| 319860     | 2006 WH53  | 16 nov 2006 | Catalina         | CSS                 | —         | MPC                           |
| 319861     | 2006 WJ54  | 16 nov 2006 | Socorro          | LINEAR              | —         | MPC                           |
| 319862     | 2006 WS54  | 16 nov 2006 | Kitt Peak        | Spacewatch          | —         | MPC                           |
| 319863     | 2006 WJ56  | 16 nov 2006 | Kitt Peak        | Spacewatch          | —         | MPC                           |
| 319864     | 2006 WA62  | 17 nov 2006 | Catalina         | CSS                 | —         | MPC                           |
| 319865     | 2006 WC67  | 17 nov 2006 | Mount Lemmon     | Mount Lemmon Survey | —         | MPC                           |
| 319866     | 2006 WY70  | 18 nov 2006 | Kitt Peak        | Spacewatch          | —         | MPC                           |
| 319867     | 2006 WE73  | 18 nov 2006 | Kitt Peak        | Spacewatch          | —         | MPC                           |
| 319868     | 2006 WT73  | 18 nov 2006 | Kitt Peak        | Spacewatch          | —         | MPC                           |
| 319869     | 2006 WS74  | 3 fev 2000  | Kitt Peak        | Spacewatch          | —         | MPC                           |
| 319870     | 2006 WH77  | 18 nov 2006 | Kitt Peak        | Spacewatch          | —         | MPC                           |
| 319871     | 2006 WZ89  | 18 nov 2006 | Kitt Peak        | Spacewatch          | —         | MPC                           |
| 319872     | 2006 WW91  | 19 nov 2006 | Kitt Peak        | Spacewatch          | —         | MPC                           |
| 319873     | 2006 WC101 | 19 nov 2006 | Socorro          | LINEAR              | —         | MPC                           |
| 319874     | 2006 WF102 | 19 nov 2006 | Catalina         | CSS                 | —         | MPC                           |
| 319875     | 2006 WE106 | 19 nov 2006 | Kitt Peak        | Spacewatch          | —         | MPC                           |
| 319876     | 2006 WA108 | 19 nov 2006 | Catalina         | CSS                 | Brangane  | MPC                           |
| 319877     | 2006 WD109 | 19 nov 2006 | Kitt Peak        | Spacewatch          | —         | MPC                           |
| 319878     | 2006 WN111 | 19 nov 2006 | Kitt Peak        | Spacewatch          | —         | MPC                           |
| 319879     | 2006 WW111 | 19 nov 2006 | Catalina         | CSS                 | —         | MPC                           |
| 319880     | 2006 WV112 | 19 nov 2006 | Kitt Peak        | Spacewatch          | —         | MPC                           |
| 319881     | 2006 WQ115 | 20 nov 2006 | Catalina         | CSS                 | —         | MPC                           |
| 319882     | 2006 WB123 | 21 nov 2006 | Mount Lemmon     | Mount Lemmon Survey | —         | MPC                           |
| 319883     | 2006 WC124 | 22 nov 2006 | Kitt Peak        | Spacewatch          | —         | MPC                           |
| 319884     | 2006 WQ126 | 22 nov 2006 | Catalina         | CSS                 | —         | MPC                           |
| 319885     | 2006 WH129 | 26 nov 2006 | 7300             | W. K. Y. Yeung      | —         | MPC                           |
| 319886     | 2006 WX132 | 18 nov 2006 | Kitt Peak        | Spacewatch          | —         | MPC                           |
| 319887     | 2006 WO148 | 20 nov 2006 | Kitt Peak        | Spacewatch          | —         | MPC                           |
| 319888     | 2006 WX156 | 20 out 2006 | Mount Lemmon     | Mount Lemmon Survey | —         | MPC                           |
| 319889     | 2006 WE157 | 22 nov 2006 | Catalina         | CSS                 | —         | MPC                           |
| 319890     | 2006 WN157 | 22 nov 2006 | Catalina         | CSS                 | —         | MPC                           |
| 319891     | 2006 WH164 | 23 nov 2006 | Kitt Peak        | Spacewatch          | —         | MPC                           |
| 319892     | 2006 WK174 | 23 nov 2006 | Kitt Peak        | Spacewatch          | —         | MPC                           |
| 319893     | 2006 WB176 | 23 nov 2006 | Kitt Peak        | Spacewatch          | —         | MPC                           |
| 319894     | 2006 WG185 | 23 nov 2006 | Catalina         | CSS                 | —         | MPC                           |
| 319895     | 2006 WJ187 | 27 mar 2004 | Kitt Peak        | Spacewatch          | —         | MPC                           |
| 319896     | 2006 WY188 | 24 nov 2006 | Mount Lemmon     | Mount Lemmon Survey | —         | MPC                           |
| 319897     | 2006 WZ192 | 27 nov 2006 | Kitt Peak        | Spacewatch          | —         | MPC                           |
| 319898     | 2006 WL193 | 27 nov 2006 | Kitt Peak        | Spacewatch          | —         | MPC                           |
| 319899     | 2006 WR201 | 22 nov 2006 | Mount Lemmon     | Mount Lemmon Survey | —         | MPC                           |
| 319900     | 2006 WB202 | 23 nov 2006 | Mount Lemmon     | Mount Lemmon Survey | Phocaea   | MPC                           |

## 319901–320000
| Designação | Designação | Descoberta  | Descoberta       | Descobridor(es)     | Categoria | Mais informações / Referência |
| Permanente | Provisória | Data        | Local            | Descobridor(es)     | Categoria | Mais informações / Referência |
| ---------- | ---------- | ----------- | ---------------- | ------------------- | --------- | ----------------------------- |
| 319901     | 2006 WW203 | 27 nov 2006 | Mount Lemmon     | Mount Lemmon Survey | —         | MPC                           |
| 319902     | 2006 WE204 | 21 nov 2006 | Mount Lemmon     | Mount Lemmon Survey | —         | MPC                           |
| 319903     | 2006 WK205 | 20 nov 2006 | Kitt Peak        | Spacewatch          | —         | MPC                           |
| 319904     | 2006 XC4   | 14 dez 2006 | Kitami           | K. Endate           | Eos       | MPC                           |
| 319905     | 2006 XR6   | 9 dez 2006  | Palomar          | NEAT                | —         | MPC                           |
| 319906     | 2006 XN8   | 9 dez 2006  | Palomar          | NEAT                | —         | MPC                           |
| 319907     | 2006 XP15  | 10 dez 2006 | 7300             | W. K. Y. Yeung      | —         | MPC                           |
| 319908     | 2006 XC23  | 12 dez 2006 | Kitt Peak        | Spacewatch          | —         | MPC                           |
| 319909     | 2006 XE31  | 15 dez 2006 | Bisei SG Center  | BATTeRS             | —         | MPC                           |
| 319910     | 2006 XM31  | 15 dez 2006 | Bergisch Gladbac | W. Bickel           | —         | MPC                           |
| 319911     | 2006 XG34  | 11 dez 2006 | Kitt Peak        | Spacewatch          | —         | MPC                           |
| 319912     | 2006 XD38  | 11 dez 2006 | Kitt Peak        | Spacewatch          | —         | MPC                           |
| 319913     | 2006 XL38  | 23 out 2006 | Mount Lemmon     | Mount Lemmon Survey | —         | MPC                           |
| 319914     | 2006 XN46  | 13 dez 2006 | Socorro          | LINEAR              | —         | MPC                           |
| 319915     | 2006 XF49  | 13 dez 2006 | Mount Lemmon     | Mount Lemmon Survey | —         | MPC                           |
| 319916     | 2006 XC58  | 14 dez 2006 | Kitt Peak        | Spacewatch          | —         | MPC                           |
| 319917     | 2006 XZ64  | 12 dez 2006 | Palomar          | NEAT                | —         | MPC                           |
| 319918     | 2006 XL69  | 13 dez 2006 | Kitt Peak        | Spacewatch          | —         | MPC                           |
| 319919     | 2006 XP69  | 15 dez 2006 | Kitt Peak        | Spacewatch          | —         | MPC                           |
| 319920     | 2006 XS71  | 1 dez 2006  | Kitt Peak        | Spacewatch          | —         | MPC                           |
| 319921     | 2006 XO73  | 23 set 2005 | Kitt Peak        | Spacewatch          | —         | MPC                           |
| 319922     | 2006 YV11  | 18 dez 2006 | Nyukasa          | Mount Nyukasa Stn.  | —         | MPC                           |
| 319923     | 2006 YE17  | 21 dez 2006 | Mount Lemmon     | Mount Lemmon Survey | —         | MPC                           |
| 319924     | 2006 YR17  | 21 dez 2006 | Mount Lemmon     | Mount Lemmon Survey | —         | MPC                           |
| 319925     | 2006 YZ19  | 27 dez 2006 | Piszkéstető      | K. Sárneczky        | —         | MPC                           |
| 319926     | 2006 YH20  | 21 dez 2006 | Kitt Peak        | Spacewatch          | —         | MPC                           |
| 319927     | 2006 YX22  | 31 ago 2005 | Kitt Peak        | Spacewatch          | —         | MPC                           |
| 319928     | 2006 YB26  | 21 dez 2006 | Kitt Peak        | Spacewatch          | —         | MPC                           |
| 319929     | 2006 YF26  | 21 dez 2006 | Kitt Peak        | Spacewatch          | —         | MPC                           |
| 319930     | 2006 YH35  | 21 dez 2006 | Kitt Peak        | Spacewatch          | —         | MPC                           |
| 319931     | 2006 YD38  | 21 dez 2006 | Kitt Peak        | Spacewatch          | —         | MPC                           |
| 319932     | 2006 YL41  | 22 dez 2006 | Socorro          | LINEAR              | —         | MPC                           |
| 319933     | 2006 YQ42  | 23 dez 2006 | Catalina         | CSS                 | —         | MPC                           |
| 319934     | 2006 YS45  | 21 dez 2006 | Mount Lemmon     | Mount Lemmon Survey | —         | MPC                           |
| 319935     | 2006 YS48  | 24 dez 2006 | Kitt Peak        | Spacewatch          | —         | MPC                           |
| 319936     | 2006 YE50  | 21 dez 2006 | Kitt Peak        | M. W. Buie          | —         | MPC                           |
| 319937     | 2006 YB53  | 20 dez 2006 | Mount Lemmon     | Mount Lemmon Survey | Brangane  | MPC                           |
| 319938     | 2006 YD53  | 21 dez 2006 | Catalina         | CSS                 | —         | MPC                           |
| 319939     | 2007 AR2   | 8 jan 2007  | Mount Lemmon     | Mount Lemmon Survey | —         | MPC                           |
| 319940     | 2007 AQ15  | 10 jan 2007 | Mount Lemmon     | Mount Lemmon Survey | —         | MPC                           |
| 319941     | 2007 BP8   | 16 jan 2007 | Catalina         | CSS                 | —         | MPC                           |
| 319942     | 2007 BM9   | 17 jan 2007 | Palomar          | NEAT                | —         | MPC                           |
| 319943     | 2007 BE11  | 17 jan 2007 | Kitt Peak        | Spacewatch          | —         | MPC                           |
| 319944     | 2007 BR16  | 17 jan 2007 | Palomar          | NEAT                | —         | MPC                           |
| 319945     | 2007 BE17  | 17 jan 2007 | Kitt Peak        | Spacewatch          | Eos       | MPC                           |
| 319946     | 2007 BG20  | 23 jan 2007 | Socorro          | LINEAR              | —         | MPC                           |
| 319947     | 2007 BU26  | 26 ago 2005 | Palomar          | NEAT                | —         | MPC                           |
| 319948     | 2007 BZ27  | 24 jan 2007 | Mount Lemmon     | Mount Lemmon Survey | Maria     | MPC                           |
| 319949     | 2007 BC28  | 24 jan 2007 | Mount Lemmon     | Mount Lemmon Survey | —         | MPC                           |
| 319950     | 2007 BJ32  | 24 jan 2007 | Mount Lemmon     | Mount Lemmon Survey | —         | MPC                           |
| 319951     | 2007 BE34  | 24 jan 2007 | Mount Lemmon     | Mount Lemmon Survey | —         | MPC                           |
| 319952     | 2007 BN36  | 2 nov 2005  | Mount Lemmon     | Mount Lemmon Survey | Ursula    | MPC                           |
| 319953     | 2007 BY37  | 24 jan 2007 | Mount Lemmon     | Mount Lemmon Survey | —         | MPC                           |
| 319954     | 2007 BW39  | 24 jan 2007 | Mount Lemmon     | Mount Lemmon Survey | —         | MPC                           |
| 319955     | 2007 BG47  | 26 jan 2007 | Kitt Peak        | Spacewatch          | —         | MPC                           |
| 319956     | 2007 BM57  | 24 jan 2007 | Catalina         | CSS                 | —         | MPC                           |
| 319957     | 2007 BL64  | 27 jan 2007 | Mount Lemmon     | Mount Lemmon Survey | —         | MPC                           |
| 319958     | 2007 BD65  | 27 jan 2007 | Mount Lemmon     | Mount Lemmon Survey | —         | MPC                           |
| 319959     | 2007 BO70  | 27 jan 2007 | Mount Lemmon     | Mount Lemmon Survey | —         | MPC                           |
| 319960     | 2007 BB74  | 27 jan 2007 | Mount Lemmon     | Mount Lemmon Survey | —         | MPC                           |
| 319961     | 2007 BX74  | 27 jan 2007 | Kitt Peak        | Spacewatch          | —         | MPC                           |
| 319962     | 2007 BP75  | 17 jan 2007 | Kitt Peak        | Spacewatch          | —         | MPC                           |
| 319963     | 2007 BT76  | 8 jan 2007  | Mount Lemmon     | Mount Lemmon Survey | —         | MPC                           |
| 319964     | 2007 BH78  | 24 jan 2007 | Catalina         | CSS                 | —         | MPC                           |
| 319965     | 2007 BC99  | 12 out 2005 | Kitt Peak        | Spacewatch          | —         | MPC                           |
| 319966     | 2007 BT99  | 16 jan 2007 | Catalina         | CSS                 | —         | MPC                           |
| 319967     | 2007 BP100 | 24 jan 2007 | Mount Lemmon     | Mount Lemmon Survey | —         | MPC                           |
| 319968     | 2007 BC102 | 17 jan 2007 | Catalina         | CSS                 | —         | MPC                           |
| 319969     | 2007 CX2   | 6 fev 2007  | Kitt Peak        | Spacewatch          | —         | MPC                           |
| 319970     | 2007 CK3   | 6 fev 2007  | Kitt Peak        | Spacewatch          | —         | MPC                           |
| 319971     | 2007 CU6   | 24 dez 2006 | Kitt Peak        | Spacewatch          | —         | MPC                           |
| 319972     | 2007 CC9   | 6 fev 2007  | Kitt Peak        | Spacewatch          | —         | MPC                           |
| 319973     | 2007 CQ15  | 6 fev 2007  | Mount Lemmon     | Mount Lemmon Survey | —         | MPC                           |
| 319974     | 2007 CB17  | 8 fev 2007  | Kitt Peak        | Spacewatch          | —         | MPC                           |
| 319975     | 2007 CB18  | 8 fev 2007  | Mount Lemmon     | Mount Lemmon Survey | —         | MPC                           |
| 319976     | 2007 CA28  | 6 fev 2007  | Kitt Peak        | Spacewatch          | —         | MPC                           |
| 319977     | 2007 CP28  | 6 fev 2007  | Mount Lemmon     | Mount Lemmon Survey | —         | MPC                           |
| 319978     | 2007 CH29  | 6 fev 2007  | Mount Lemmon     | Mount Lemmon Survey | —         | MPC                           |
| 319979     | 2007 CV30  | 6 fev 2007  | Mount Lemmon     | Mount Lemmon Survey | —         | MPC                           |
| 319980     | 2007 CX30  | 6 fev 2007  | Mount Lemmon     | Mount Lemmon Survey | —         | MPC                           |
| 319981     | 2007 CW39  | 6 fev 2007  | Mount Lemmon     | Mount Lemmon Survey | Maria     | MPC                           |
| 319982     | 2007 CN50  | 8 fev 2007  | Palomar          | NEAT                | —         | MPC                           |
| 319983     | 2007 CL54  | 6 fev 2007  | Kitt Peak        | Spacewatch          | —         | MPC                           |
| 319984     | 2007 CB59  | 10 fev 2007 | Catalina         | CSS                 | —         | MPC                           |
| 319985     | 2007 CU60  | 10 fev 2007 | Catalina         | CSS                 | Juno      | MPC                           |
| 319986     | 2007 CW62  | 15 fev 2007 | Catalina         | CSS                 | Charis    | MPC                           |
| 319987     | 2007 CY79  | 9 fev 2007  | Kitt Peak        | Spacewatch          | —         | MPC                           |
| 319988     | 2007 DK    | 17 fev 2007 | Catalina         | CSS                 | —         | MPC                           |
| 319989     | 2007 DW1   | 22 out 2006 | Mount Lemmon     | Mount Lemmon Survey | —         | MPC                           |
| 319990     | 2007 DO2   | 16 fev 2007 | Catalina         | CSS                 | —         | MPC                           |
| 319991     | 2007 DY7   | 17 fev 2007 | Kitt Peak        | Spacewatch          | —         | MPC                           |
| 319992     | 2007 DY9   | 17 fev 2007 | Kitt Peak        | Spacewatch          | —         | MPC                           |
| 319993     | 2007 DD17  | 17 fev 2007 | Kitt Peak        | Spacewatch          | —         | MPC                           |
| 319994     | 2007 DO21  | 17 fev 2007 | Kitt Peak        | Spacewatch          | Themis    | MPC                           |
| 319995     | 2007 DS21  | 17 fev 2007 | Kitt Peak        | Spacewatch          | —         | MPC                           |
| 319996     | 2007 DP24  | 17 fev 2007 | Kitt Peak        | Spacewatch          | —         | MPC                           |
| 319997     | 2007 DE27  | 17 fev 2007 | Kitt Peak        | Spacewatch          | —         | MPC                           |
| 319998     | 2007 DH27  | 17 fev 2007 | Kitt Peak        | Spacewatch          | —         | MPC                           |
| 319999     | 2007 DM27  | 17 fev 2007 | Kitt Peak        | Spacewatch          | —         | MPC                           |
| 320000     | 2007 DQ27  | 17 fev 2007 | Kitt Peak        | Spacewatch          | —         | MPC                           |